# Afghanischer Bürgerkrieg (1989–2001)

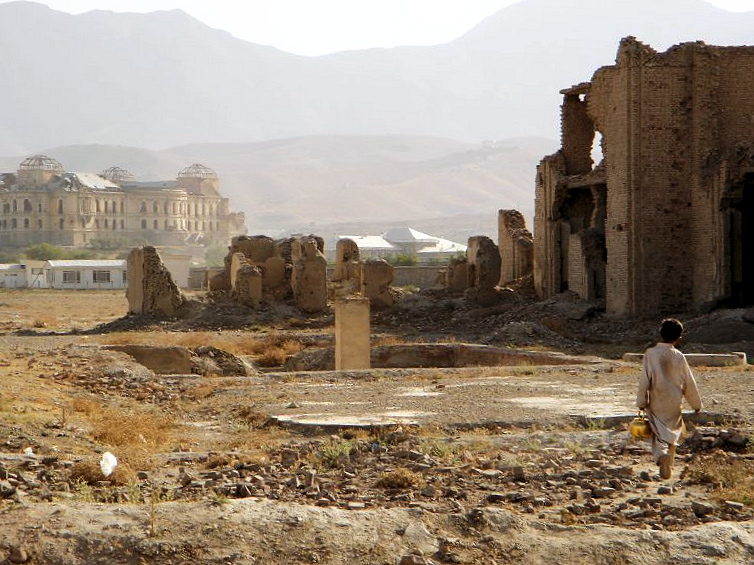
Der südwestliche Kabuler Vorort Dih-i Dānā im Jahr 2004: Die afghanische Hauptstadt wurde im Bürgerkrieg zu weiten Teilen zerstört.

Der Afghanische Bürgerkrieg von 1989 bis 2001 war eine Periode innerafghanischer Kämpfe im Laufe des seit 1978 in Afghanistan andauernden Konflikts. Den Beginn des Bürgerkriegs markierte der Abzug der Sowjetarmee im Jahr 1989, der den Sowjetisch-Afghanischen Krieg beendete. Die weiterhin sowjetisch gestützte Regierung unter Muhammad Nadschibullāh konnte dem Druck der Mudschahedinparteien noch drei Jahre standhalten, bis sie im Frühjahr 1992 zusammenbrach. Der darauf folgende zehnjährige Bürgerkrieg war durch den Rückzug der beiden Supermächte und das Desinteresse der internationalen Gemeinschaft an der Lage in Afghanistan geprägt. Ausgefüllt wurde das Machtvakuum durch andere Mächte in der Region, in besonderem Maße Pakistan, die versuchten, in ihrem Sinne und meist mit eskalierender Wirkung auf den Konflikt Einfluss zu nehmen.
Bereits seit dem Abzug der sowjetischen Truppen und dem Aufstieg regionaler Machthaber in den nicht mehr von der Zentralregierung kontrollierten Gebieten fragmentierte die Staatsgewalt in Afghanistan. Nach dem Ende der sowjetisch gestützten Regierung und dem Scheitern einer Verständigung zwischen den rivalisierenden Mudschahedinparteien kam es schließlich zum Zusammenbruch des Staates. Zum Symbol der Fragmentierung des Landes wurde die afghanische Hauptstadt Kabul, die in verschiedene Einflusszonen aufgeteilt war und auf die sich die meisten Kämpfe konzentrierten. Etwa 50.000 Menschen kamen zwischen 1992 und 1996 in Kabul durch Gefechte, Artilleriebeschuss und Massaker ums Leben, die südlichen Gebiete der Stadt wurden fast völlig zerstört. Dagegen waren die im Sowjetisch-Afghanischen Krieg verwüsteten ländlichen Regionen von den Kämpfen zwischen den Mudschahedin kaum betroffen und der Wiederaufbau begann.
Ideologisch war die Zeit des Bürgerkrieges nach der versuchten Transformation der Gesellschaft unter der kommunistischen Regierung der Demokratischen Republik Afghanistan durch den Aufstieg des Islamismus gekennzeichnet, der bis in die 1980er Jahre in Afghanistan kaum eine Rolle gespielt hatte. Bereits die Parteien der Mudschahedin erließen ab 1992 islamistische Dekrete, später fand diese Entwicklung in der Herrschaft der Talibanorganisation mit teilweise totalitären Zügen ihren Höhepunkt. Mit Unterstützung Pakistans eroberten die Taliban 1996 Kabul und drängten die verbleibende militärische Opposition in den äußersten Nordosten des Landes zurück. Mit dem Vormarsch der Taliban ab 1994 weiteten sich wiederum Kampfhandlungen auch auf Gebiete außerhalb der Hauptstadt aus. Erst nach der relativen Konsolidierung ihrer Kontrolle über den größten Teil des Landes im Jahr 1998 ging die Intensität der Kämpfe wieder zurück.
Die Regierung der Taliban war durch ihre radikale Politik international weitgehend isoliert, allerdings war die Bereitschaft anderer Staaten, sich in Afghanistan zu engagieren, weiter gering. Erst die Aufnahme Osama bin Ladens und der von ihm geführten Al-Qaida-Organisation rückte das Land wieder in den Fokus der Weltpolitik. Unter anderem als Reaktion auf die von Angehörigen der al-Qaida ausgeführten Anschläge vom 11. September 2001 kam es im Oktober 2001 schließlich zu einer US-geführten Intervention, die zum Sturz der Talibanregierung führte und eine neue Phase direkter ausländischer Beteiligung am afghanischen Konflikt einleitete.

## Regierung Nadschibullāh 1989–1992
Im April 1988 unterzeichneten die Regierungen Afghanistans und Pakistans die Genfer Abkommen zur Beendigung des seit 1978 andauernden Konflikts zwischen der sowjetisch gestützten Zentralregierung und den islamistisch geprägten Widerstandsgruppen der Mudschahedin, die Finanz- und Waffenhilfen vor allem von den USA, Saudi-Arabien und Pakistan erhielten. Als Garantiemächte fungierten die Sowjetunion und die Vereinigten Staaten. In den Abkommen verpflichteten sich die beiden Staaten unter anderem zur gegenseitigen Nichteinmischung sowie zu einer Rückführung der etwa fünf Millionen afghanischen Flüchtlinge aus Pakistan. Außerdem wurde ein Zeitplan zum schrittweisen Abzug der seit 1979 im Land stationierten sowjetischen Truppen bis zum 15. Februar 1989 festgelegt. Allerdings sahen die Abkommen neben dem Truppenabzug keine weiterreichenden konkreten Schritte zur Lösung des Konflikts zwischen der Zentralregierung und den Guerillas vor. Zudem erkannten die bei der Ausarbeitung der Verträge nicht eingebundenen Mudschahedinparteien die darin festgeschriebenen Bestimmungen nicht an, so dass der Krieg auch nach dem Abzug der sowjetischen Truppen weiter ging.
Die Sowjetunion begann im Mai 1988 entsprechend den Abkommen mit dem schrittweisen Rückzug und zog bis zum 15. Februar 1989 ihr militärisches Personal vollständig aus Afghanistan ab. Die Truppen hinterließen ein verwüstetes Land: Etwa eine Million Afghanen waren im Sowjetisch-Afghanischen Krieg umgekommen, fast anderthalb Millionen der Überlebenden waren schwer und dauerhaft körperlich versehrt worden, sechs Millionen Menschen waren aus dem Land geflohen. Als Ergebnis einer gegen die Versorgungsgrundlagen der ländlichen Bevölkerung gerichteten sowjetischen Kriegsführung waren große Teile der Infrastruktur zerstört, die landwirtschaftliche Produktion auf ein Drittel des Vorkriegsstands gefallen.
Entgegen den Erwartungen fast aller Beobachter brach die nach dem Abzug der sowjetischen Truppen militärisch auf sich allein gestellte afghanische Regierung unter Muhammad Nadschibullāh nicht zusammen, sondern konnte mit sowjetischer Unterstützung dem Druck der Guerillas über drei Jahre standhalten. Erst der Putsch gegen Gorbatschow im August 1991 und der wenige Monate später abgeschlossene Zerfall der Sowjetunion bedeutete das Ende der sowjetischen Hilfen und wenig später auch des sowjetisch gestützten Regimes in Kabul.

### Politik Nadschibullāhs
Der frühere Leiter der berüchtigten Geheimpolizei KhAD Muhammad Nadschibullāh war 1986 von der Sowjetunion als Nachfolger Babrak Karmals als Präsident eingesetzt worden. Er war Ghilzai-Paschtune und gehörte wie Karmal zum von persischsprachigen Kabulis dominierten Partscham-Flügel der afghanischen Volkspartei. Die Reihen der Partschamis wurden nach seinem Amtsantritt von Unterstützern Karmals gesäubert. Seine Politik propagierte Nadschibullāh unter dem Schlagwort der Nationalen Aussöhnung, das die Abkehr von einer militärischen Lösung des Konflikts und das Ende der ideologischen Fixierung auf die Sowjetunion ausdrücken sollte. Der Begriff wurde von Michail Gorbatschow im Juli 1986 geprägt und mit Āschti-yi Milli آشتی ملی ins Persische übertragen.
Ideologisch vollzog Nadschibullāh mit seiner Politik nach dem Abzug der sowjetischen Truppen eine Kehrtwende: Die marxistisch-leninistische Rhetorik wurde vollständig fallen gelassen zugunsten von nationalistischer Propaganda, die sich im Speziellen gegen die zunehmend unpopuläre pakistanische Einmischung und den arabischen Wahhabismus richtete. Die soziale Umgestaltung der ländlichen Regionen, vor allem die umstrittenen Landreformen, wurde vollständig aufgegeben. Außerdem versuchte Nadschibullāh, seiner Regierung durch Berufung auf den Islam Legitimität zu verleihen und vom Stigma der Ungläubigkeit zu befreien. Die Demokratische Republik wurde in Republik Afghanistan umbenannt und die islamische Scharia in der Verfassung verankert. Im Juni 1990 gründete Nadschibullāh schließlich die Hizb-i Watan (حزب وطن – Vaterlandspartei), die als Nachfolgepartei der kommunistischen Volkspartei fungierte.
Gleichzeitig führte Nadschibullāh eine begrenzte politische Liberalisierung durch: Das Einparteiensystem wurde offiziell abgeschafft, eine Amnestie für politische Gefangene erlassen und die Anwendung der Folter verboten. Doch obwohl die Zahl der politischen Gefangenen und die Anwendung der Folter auch in der Praxis zurückging, wurde ein pluralistisches Mehrparteiensystem nicht zugelassen, und es kam immer wieder zu Arrestwellen. An die Stelle von präventivem staatlichen Terror rückte die Unterdrückung offener Opposition. Der Politikwissenschaftler Barnett Rubin bezeichnet die Politik Nadschibullāhs als Übergang von einem totalitären Staat zu einem konventionellen autoritären Regime.
Trotz Nadschibullāhs demonstrativer Distanzierung von der Sowjetunion war sein Regime auch weiterhin massiv von sowjetischen Hilfen abhängig, die nach dem Abzug der Truppen noch verstärkt wurden. Kabul wurde durch eine sowjetische Luftbrücke mit zivilen und militärischen Gütern versorgt, der Umfang der Lieferungen erreichte im Jahr des Rückzugs einen Wert von 14,2 Milliarden Dollar.
Militärisch versuchte Nadschibullāh nach dem sowjetischen Abzug, die Macht seines Regimes durch die Konzentration der Regierungskräfte auf die Städte und wichtige Verbindungswege zu sichern. Dabei stützte er sich zunehmend auf die semiregulären Regionalmilizen, die nicht nur zur Sicherung der Städte, sondern auch für die wenigen offensiven Operationen eingesetzt wurden. Eine zentrale Rolle spielte dabei die 30.000 Mann starke Dschozdschāni-Miliz Raschid Dostums, die landesweit effektiv gegen die Aufständischen operierte. Insgesamt umfassten die Milizen im Jahr 1990 geschätzte 50.000 bis 70.000 Mann, dies entsprach in etwa der doppelten Stärke der afghanischen Armee. Der militärische Druck auf von den Mudschahedin gehaltene ländliche Gebiete wurde größtenteils aufgehoben. Stattdessen versuchte das Regime, inoffizielle Waffenstillstandsabkommen mit lokalen Kommandeuren zu schließen.

### Militärische Stabilisierung

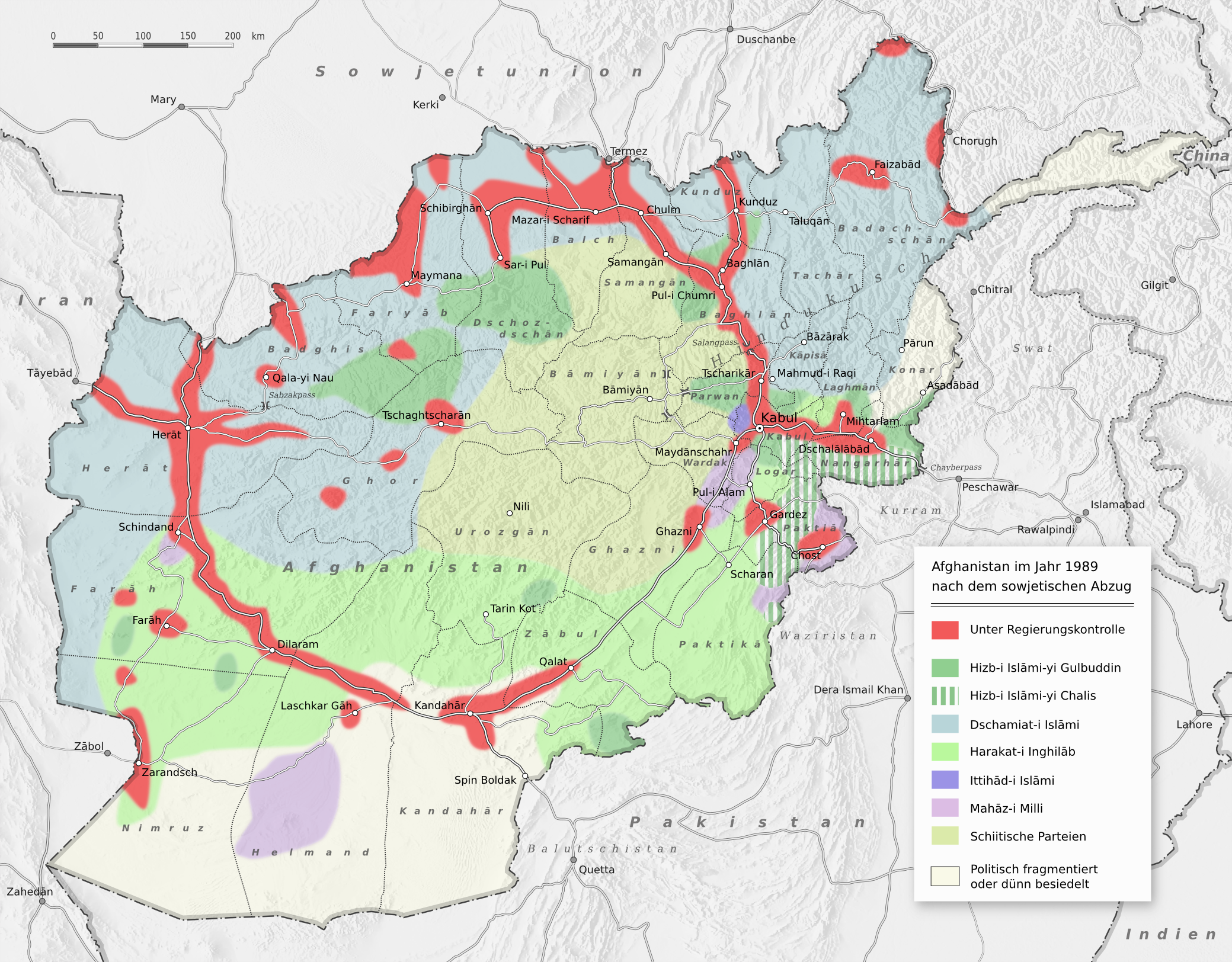
Unter Kontrolle der Zentralregierung verbliebene Gebiete nach dem Abzug der sowjetischen Truppen im Jahr 1989

Bereits während des sowjetischen Abzugs begann der erwartete Sturm der Widerstandsgruppen gegen die Stellungen der Regierung. Die Moral der Guerillas war angesichts ihres historischen Sieges hoch, außerdem verstärkte Pakistan seine Waffenlieferungen beträchtlich. Im Sommer 1988 fielen zahlreiche von der Regierung gehaltene Orte. Nach dem Abschluss des sowjetischen Abzugs kontrollierte die Regierung nur noch die urbanen Zentren des Landes sowie die sie verbindenden Straßen. Alle ländlichen Regionen und sechs ganze Provinzen waren in der Hand der Mudschahedin. In Nadschibullāhs Regierungszeit kam es so zu einer Regionalisierung der Staatsgewalt, die die hundertjährige Dominanz Kabuls in Afghanistan beendete.
Auch die Spannungen zwischen den beiden Flügeln der Volkspartei traten im März 1990 wieder offen zu Tage, als Nadschibullāh einen durch seinen Verteidigungsminister Schahnawaz Tanai angeführten Putschversuch des Chalq-Flügels der Volkspartei abwehren konnte. Der Staatsstreich wurde von Gulbuddin Hekmatyār, dem Führer der Mudschahedinpartei Hizb-i Islāmi-yi Gulbuddin, unterstützt. Der Paschtune Hekmatyār unterhielt seit Anfang des Jahres eine vermutlich vom pakistanischen Geheimdienst ISI vermittelte Verbindung zum ebenfalls paschtunisch geprägten Chalq-Flügel der Regierung.
Doch trotz der militärischen Erfolge und der Spannungen innerhalb des Regimes gelang es den Guerillas nicht, die Hochburgen der Regierung ernsthaft zu bedrohen. Eine Pattsituation deutete sich an. Den Mudschahedin fehlten die planerischen und militärischen Mittel, um groß angelegte militärische Operationen durchzuführen. Sie erhielten zwar weiterhin amerikanische Waffenlieferungen, allerdings wurden diese ab Mitte 1988 drastisch reduziert und erreichten bei weitem nicht den Umfang der weiter aufgestockten Unterstützung der Zentralregierung durch die Sowjetunion.
In dieser Situation wurde die Stadt Dschalālābād östlich von Kabul das Hauptziel besonders des pakistanischen Militärs. Pakistan sah die Eroberung Dschalālābāds als Schlüssel zum Fall der afghanischen Hauptstadt, der eine Machtübernahme des von ihnen favorisierten Hekmatyārs ermöglichen sollte. Die Kabuler Regierung sandte 15.000 Soldaten nach Dschalālābād, um die Stadt zu sichern. Am 6. März 1989 begannen etwa 10.000 Kämpfer der Hizb-i Islāmi-yi Chalis und der Mahāz-i Milli unter Leitung des ISI die Offensive auf die Stadt. Der Regierung gelang es, durch effektive Luftunterstützung und funktionierende Versorgungslinien aus Kabul den Angriff zurückzuschlagen. Massaker durch Chalis-Kämpfer an Regierungstruppen verstärkten den Widerstand der Verteidiger der Stadt.

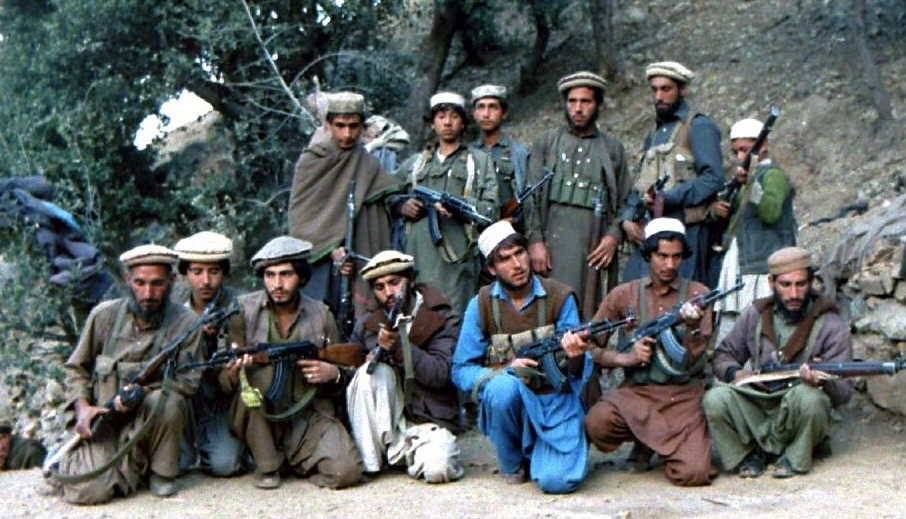
Angehörige der Hizb-i Islāmi-yi Chalis im Oktober 1987: Hizb und Mahāz-i Melli führten im März 1989 die bislang größte Offensive gegen die Zentralregierung.

Die Verluste der Kämpfer der Mudschahedin werden auf mehrere Tausend geschätzt. Dieser erste militärische Erfolg der auf sich allein gestellten Regierungsarmee war ein entscheidender Rückschlag für die Guerillas. Die USA distanzierten sich vorsichtig von den von ihnen zuvor unterstützten Fraktionen und reduzierten ihre Waffenlieferungen weiter. Auch innerhalb der Mudschahedin kamen erstmals Zweifel an einem militärischen Sieg über die Regierungstruppen auf.
Ein weiterer wichtiger militärischer Erfolg gelang der Regierung, diesmal in der Offensive, bei der Eroberung der etwa zehn Kilometer westlich von Kabul gelegenen Stadt Paghmān. Paghmān war seit 1985 unter der Kontrolle der Mudschahedin und wurde von ihnen zur Festung ausgebaut, die ihnen als strategisch wichtige Stellung für Angriffe auf die Hauptstadt diente. Raschid Dostum führte die entscheidenden Operationen bei der Eroberung der Stadt.
Afghanischen Regierungsquellen zufolge hatten bis Anfang 1990 etwa 70 bis 80 Prozent der Widerstandsgruppen die Kämpfe eingestellt. Diese Tendenz wird auch von internationalen Geheimdienstberichten gestützt, die von einem Rückgang der aktiven Kämpfer von 85.000 auf 50.000 ausgehen. Dabei spielte eine wichtige Rolle, dass in den Augen vieler Kämpfer der Dschihad mit dem Abzug der sowjetischen Truppen beendet war und sich die zerstrittenen Mudschahedinführer nicht auf eine glaubwürdige Alternative zur Nadschibullāh-Regierung einigen konnten. Allerdings gelang es der Regierung weder, ihre territoriale Kontrolle entscheidend auszubauen noch formale Abkommen mit bedeutenden Führern der Aufständischen zu schließen.

### Zusammenbruch der Zentralregierung
Die geschwächte Stellung der Sowjetunion nach dem Putschversuch in Moskau sowie die Entspannung zwischen den beiden Supermächten ermöglichten erstmals eine grundlegende Annäherung der Positionen zum Konflikt in Afghanistan. Im September 1991 unterzeichneten die Sowjetunion und die Vereinigten Staaten eine Übereinkunft, die Waffenlieferungen an alle Beteiligten des afghanischen Bürgerkriegs bis zum Jahresende einzustellen. Darüber hinaus rückte die Sowjetunion von ihrer früheren Forderung nach einer zentralen Rolle Nadschibullāhs in einer Übergangsregierung ab und gab der amerikanischen Forderung nach freien Wahlen unter Einbeziehung der Oppositionsgruppen nach. Die amerikanische Regierung akzeptierte im Gegenzug, dass Nadschibullāh bis zur Bildung einer Übergangsregierung vorläufig an der Macht blieb. Eine zentrale Rolle für die Neubewertung der bisherigen kompromisslosen Unterstützung der Widerstandsgruppen spielte neben deren Zerstrittenheit die Ernüchterung, als die von ihnen unterstützten radikal-islamistischen Parteien, insbesondere die Hizb-i Islāmi von Gulbuddin Hekmatyār und die Ittihād-i Islāmi von Abdul Rasul Sayyaf, im Zweiten Golfkrieg die irakische Invasion Kuwaits unterstützten.

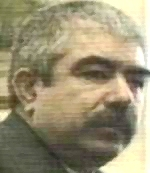
Raschid Dostum im Jahr 2002: Die Rebellion Dostums im Januar 1992 war Auslöser für den Zusammenbruch der Zentralregierung

Währenddessen arbeiteten die Vereinten Nationen verschiedene Kompromissvorschläge aus, um die Mudschahedinparteien und nicht-kommunistische Teile der Regierung zur Zusammenarbeit in einer Interimsregierung zu bewegen. Die Pläne zur Bildung einer Übergangsregierung wurden jedoch Makulatur, als der Staat zusammenbrach, den diese regieren sollte. Als die Sowjetunion Ende 1991 wie vereinbart ihre militärische Unterstützung und auch die Lebensmittel- und Treibstofflieferungen einstellte, zog dies schnell den Kollaps der Regierung Nadschibullāhs nach sich. Der von ihm geführte Staat war zuletzt wenig mehr als ein Netzwerk antagonistischer Führer, das nur noch durch Nadschibullāhs Umverteilung sowjetischer Hilfen zusammengehalten wurde.
Der Niedergang von Nadschibullāhs Regime war durch verschiedene Faktoren bedingt. Zum einen befand sich die Hizb-i Watan in einer ideologischen Krise. Viele ehemalige Mitglieder der Volkspartei traten nicht in die neugegründete Partei über, da Nadschibullāhs auf afghanischem Nationalismus beruhende Politik in dem multiethnischen Land ohne glaubwürdigen äußeren Feind nur wenig Rückhalt fand. Außerdem unternahm Nadschibullāh kaum Versuche, die zerstörte afghanische Wirtschaft wiederaufzubauen, um dem Land eine minimale Selbstversorgung zu ermöglichen. Durch die verhältnismäßig lukrativen Rekrutierungsmöglichkeiten sowohl seitens der Mudschahedin als auch der Regierungsmilizen und die explodierende Korruption gab es für die meisten Afghanen nur wenig Anreize, zu normaler Arbeit zurückzukehren – eine Situation, die Nadschibullāh selbst durch seine Förderung der semiautonomen Milizen noch verschärft hatte.
Entscheidend für den Zusammenbruch war schließlich die massive Abhängigkeit von sowjetischer Hilfe, die bereits 1990 reduziert wurde und nach dem Putschversuch in Moskau ganz ausblieb. Die dadurch verursachten umfassenden Versorgungsschwierigkeiten erschwerten die Bindung der Parteikader und besonders der einflussreichen Regionalmilizen an die Regierung und schlugen sich bereits vor dem endgültigen Zusammenbruch in militärischen Niederlagen nieder. Der schwerste Rückschlag für die Regierung seit der relativen Stabilisierung Anfang 1990 war der Verlust der Stadt Chost im April 1991, wo ganze Garnisonen desertierten oder zu den Mudschahedin überliefen. Auch innerhalb des Regimes kam es zu zunehmenden Spannungen.
Unmittelbarer Anlass des Zusammenbruchs war der Aufstand der nördlichen Milizenführer, die Nadschibullāh nicht mehr länger als Mittelsmann benötigten und sich mit den regionalen Mudschahedinparteien verbündeten. Die Verbindungen Kabuls in den Norden des Landes, die von den Regionalmilizen gesichert wurden, waren besonders kritisch für das Überleben des Regimes. Da Nadschibullāh diese Milizen nicht mehr länger über die Verteilung sowjetischer Hilfen an sich binden konnte, versuchte er, ihm persönlich gegenüber loyale paschtunische Offiziere der regulären Armee an deren Spitze zu setzen. Als sich im Januar 1992 der tadschikische General Abdul Mumin in der Provinz Balch weigerte, sein Kommando an einen Paschtunen abzugeben, nahm dies Raschid Dostum zum Anlass, eine Rebellion der Garnison in Mazar-i Scharif anzuführen, der sich schnell andere Milizen im Nordwesten anschlossen. Zusammen mit Mumin und anderen usbekischen und Ismaili-Milizenführern gründete er eine neue Partei, die Dschunbisch-i Milli-yi Islāmi (جنبش ملی اسلامی – Nationale Islamische Vereinigung). Dostums Rebellion wurde außerdem durch Mitglieder des Partscham-Flügels der Regierung unterstützt, die eine von Nadschibullāh angestrebte paschtunische Kontrolle des Nordens verhindern wollten.
Die Partschamis und die nördlichen Milizenführer verbündeten sich mit der Dschamiat-i Islāmi von Burhānuddin Rabbāni und Ahmad Schāh Massoud und der Hizb-i Wahdat der schiitischen Hazara. Massoud, der als populärer Führer des Widerstands gegen die Sowjetunion über das größte Ansehen in der Bevölkerung verfügte, wurde Sprecher des Bündnisses. Militärisch dominierend waren allerdings die Milizen Dostums, die über 40.000 Mann umfassten. Am 18. März 1992 übernahm die Allianz kampflos Mazar-i Scharif, auch andere Orte im Norden wurden nach verhältnismäßig kleinen Gefechten übernommen.
Nadschibullāh erklärte am selben Tag, er werde zurücktreten, sobald eine neutrale Regierung gebildet werde. Am 24. März 1992 spaltete sich die Hizb-i Watan auf und einzelne Parteifunktionäre übernahmen die Macht. In Kabul erlangten von Außenminister Abdul Wakil, einem Cousin Babrak Karmals, angeführte Mitglieder des Partscham-Flügels die Kontrolle über die Stadt.

### Wettlauf nach Kabul

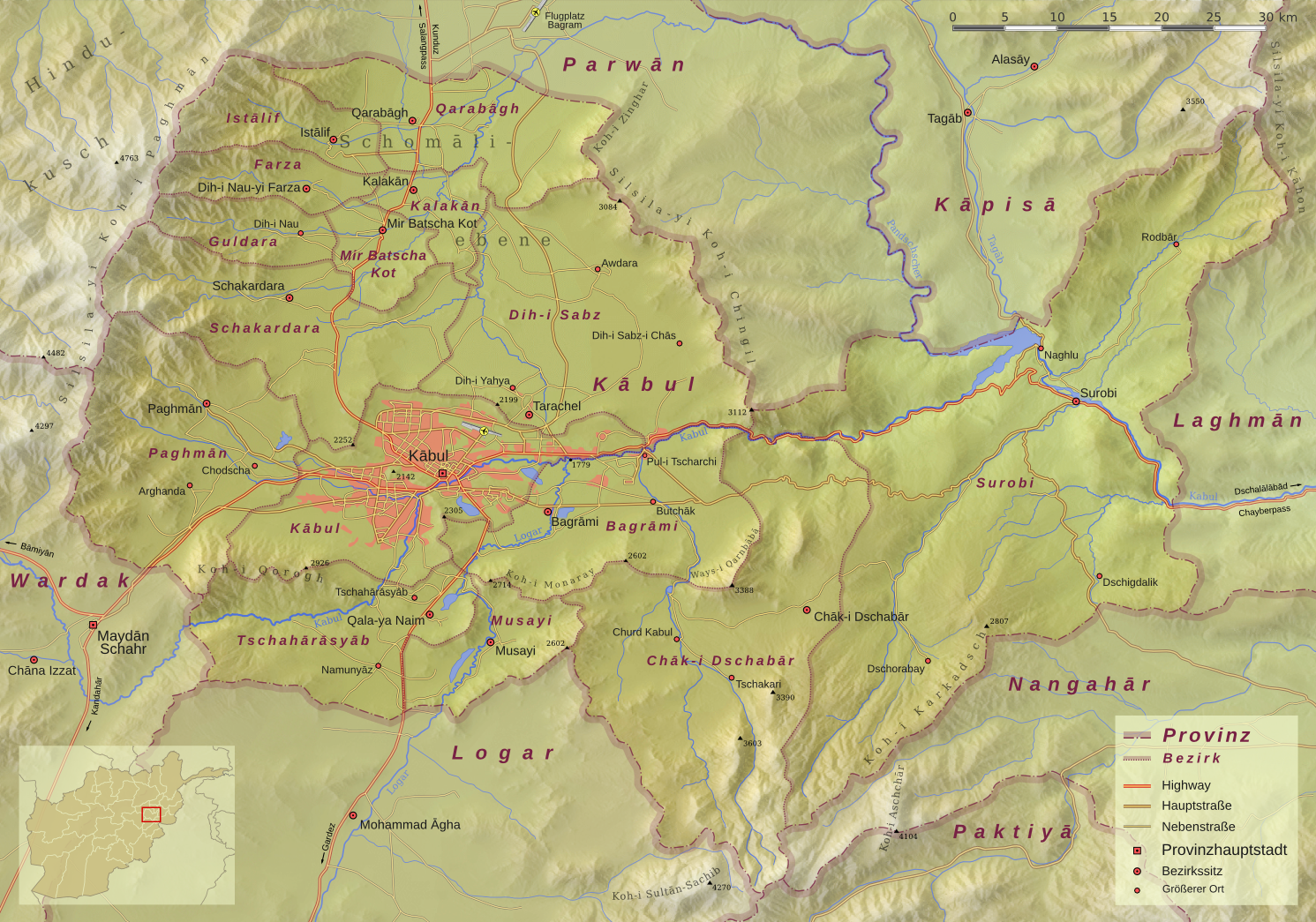
Topographische Karte der Provinz Kabul: Die Provinz wurde nach dem Zusammenbruch der sowjetisch gestützten Zentralregierung zum Schauplatz der meisten Kämpfe zwischen den rivalisierenden Parteien.

Als die Zentralregierung auseinanderzubrechen begann, setzte ein Wettlauf der rivalisierenden Parteien nach Kabul ein. Während Dostum den Norden des Landes unter seine Kontrolle brachte, rückten Massouds Truppen von Nordosten auf Kabul vor und besetzten praktisch kampflos die Flugplätze bei Bagrām. Zuvor hatten bereits mit Dostum und Massoud verbündete Partschamis unter der Führung von Karmals Bruder Mahmud Baryalai den Kabuler Flughafen besetzt und Truppen der Dschunbisch in die Hauptstadt einfliegen lassen. Gleichzeitig rückten Hekmatyārs Truppen von Süden auf Kabul vor und bezogen Stellung vor den Toren der Hauptstadt. Als Nadschibullāh am 15. April versuchte, nach Indien zu fliehen, wurde er von Baryalais Kräften am Verlassen des Landes gehindert und suchte Zuflucht in der UN-Botschaft. Die Partschami-Rebellen prangerten Nadschibullāh als Diktator an und forderten Massoud auf, Kabul als neues Staatsoberhaupt zu betreten. Sie hofften, den Nationalhelden Massoud als von ihnen abhängige Symbolfigur instrumentalisieren zu können.
Massoud war jedoch bewusst, dass Paschtunen sowohl innerhalb der Mudschahedin als auch der Regierungskader eine Machtübernahme der nördlichen Allianz und eine damit einhergehende paschtunische Marginalisierung fürchteten. Diese Angst wurde von Hekmatyār zu seinen Zwecken instrumentalisiert. Massoud sah daher eine von ihm angeführte Regierung ohne paschtunische Beteiligung zum Scheitern verurteilt. Stattdessen forderte er die zerstrittenen Führer der Mudschahedinparteien im pakistanischen Peschawar auf, eine gemeinsame Übergangsregierung zu bilden. Außerdem ließ er die Hauptstadt von außen abriegeln, um ein Einsickern von Kämpfern der verschiedenen Parteien zu verhindern. Er hielt ständig Kontakt mit paschtunischen Milizenführern, denen er versicherte, dass er nicht unilateral die Macht übernehmen würde. Dennoch schleusten Paschtunen in der Regierungsarmee, zumeist Mitglieder des Chalq-Flügels, unbewaffnete Kämpfer der Hizb-i Islāmi in die Stadt und rüsteten sie dort mit Regierungswaffen aus.
Um einem drohenden Putsch durch Hekmatyārs Hizb zuvorzukommen, ließ Massoud seine Truppen schließlich am 25. April nach Kabul eindringen. Außerdem bewaffneten nicht-paschtunische Partschamis mit der Unterstützung der iranischen Botschaft in Kabul lebende Schiiten. Die Verbände Dostums, Massouds und der schiitischen Hizb-i Wahdat vertrieben nach schweren Kämpfen die paschtunischen Hizb-Chalq-Kräfte aus der Stadt. Die geschlagenen paschtunischen Kämpfer durchbrachen Massouds Sicherheitsring um die Hauptstadt, und andere Mudschahedin strömten in die Stadt, errichteten Straßensperren und begannen mit Plünderungen.

### Politik anderer Staaten
Der Konflikt in Afghanistan, der bereits seit 1989 von den Umwälzungen beim Zerfall des Ostblocks in den Hintergrund gedrängt wurde, verschwand nach dem Sturz der Regierung Nadschibullāh fast vollständig von der politischen Weltbühne. Die Vereinigten Staaten halbierten ihre Militärhilfe von 600 Millionen Dollar Mitte der 1980er Jahre auf 280 Millionen nach dem sowjetischen Abzug und stellten sie 1992 ganz ein. Auch politisch enthielten sich die USA seitdem ebenso wie die übrigen westlichen Länder ab 1992 weitgehend jeder größeren Einflussnahme. Der Westen unterstützte zwar einhellig die Aufrufe der Vereinten Nationen zur Einstellung der Kämpfe, konkrete Maßnahmen wurden jedoch nicht ergriffen. Auch die UN-Hilfsprogramme erhielten nur noch verhältnismäßig geringe finanzielle Mittel. Der Journalist Ahmed Rashid bezeichnete 2001 die Politik der USA nach dem sowjetischen Abzug als Weglaufen vor dem afghanischen Konflikt, aus dem nach dem Sieg der Mudschahedin 1992 ein Wegrennen wurde.
Der Rückzug der Supermächte gab den Regionalstaaten freie Hand, in ihrem Sinne auf den Konflikt einzuwirken. Der Bürgerkrieg nahm wiederum Züge eines Stellvertreterkrieges an: Dostums Dschunbisch wurde durch Usbekistan unterstützt, die Hizb-i Wahdat durch Iran, die Dschamiat erhielt Hilfen vor allem aus Indien und Iran, Hekmatyārs Hizb-i Islāmi und später die Taliban agierten als Vertreter Pakistans. Pakistan unternahm dabei die bei weitem umfangreichsten Versuche, die Entwicklung Afghanistans zu kontrollieren. Die pakistanische Politik zielte darauf ab, eine paschtunisch geprägte Zentralregierung unter pakistanischer Kontrolle zu etablieren, um so strategische Tiefe gegenüber Indien zu erlangen. Gulbuddin Hekmatyār erhielt trotz des geringen Rückhalts für seine radikal-islamistische Politik in der afghanischen Bevölkerung seit den 1980er Jahren den Großteil der über pakistanische Kanäle geschleusten Finanz- und Militärhilfen.
Die Beziehungen zwischen den Regionalmächten und den jeweils von ihnen unterstützten Gruppierungen in Afghanistan waren durch gegenseitige Instrumentalisierung geprägt, keine der afghanischen Parteien wurde tatsächlich von außen kontrolliert. Die verschiedenen Staaten verfolgten in ihrer Politik divergierende Partikularinteressen und übten, statt die von ihnen unterstützten Parteien auf eine friedliche Einigung zu drängen, häufig einen eskalierenden Einfluss auf den Konflikt aus. Insbesondere kam es zu einer Polarisierung zwischen dem schiitischen Iran auf der einen sowie den sunnitisch geprägten Staaten Pakistan und Saudi-Arabien auf der anderen Seite, die die Situation weiter verschärfte.

## Regierung der Mudschahedin 1992–1996

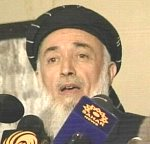
Burhānuddin Rabbāni war von 1992 bis 2001 Präsident des Islamischen Staats Afghanistan.

Während in Kabul gekämpft wurde, verkündeten die im pakistanischen Peschawar beratenden Mudschahedinführer am 26. April schließlich eine Einigung. Die Peschawar-Abkommen genannten Verträge wurden von den Führern aller zu den Peschawar-Sieben gehörenden Parteien unterschrieben. Sie sahen vor, zunächst eine von Sibghatullāh Mudschaddidi als amtierenden Präsidenten geführte Übergangsregierung einzusetzen. Mudschaddidi war als Kompromisskandidat gewählt worden, da die von ihm geführte Partei Dschabha-yi Nidschāt nur über wenig Einfluss verfügte. Nach zwei Monaten wurde er gemäß dem Abkommen von Burhānuddin Rabbāni, dem Führer der Dschamiat-i Islāmi, in seinem Amt abgelöst. Das Verteidigungsministerium fiel ebenfalls an die Dschamiat, was der starken Stellung von Massouds Truppen der Schurā-yi Nizār in der Hauptstadt entsprach. Das Amt des Premierministers ging an Hekmatyār, das Außenministerium an Gailanis Nahzat-i Hambastagi. Nach sechs Monaten sollte ein Rat, die Schurā-yi ahl-i hal wa aqd (persisch شوراى اهل حل و عقد), zusammenkommen und über eine neue Übergangsregierung entscheiden, die dann den Weg zu allgemeinen Wahlen ebnen sollte. Das Konzept der Schurā war an den islamischen Rechtsbegriff Ahl al-hall wal-'aqd (arabisch أهل الحل والعقد ‚Leute des Lösens und Bindens‘) angelehnt, der in Afghanistan nur wenig bekannt war.

### Ausrufung des Islamischen Staats Afghanistan
Die Übergangsregierung traf am 28. April aus Pakistan in Kabul ein und rief unter weiter in der Stadt andauernden Kämpfen den Islamischen Staat Afghanistan aus. Pakistan nahm noch am selben Tag diplomatische Beziehungen mit der Regierung auf, nur wenig später folgten die Staaten der Europäischen Gemeinschaft und die USA. Die neue Entität erfüllte allerdings kaum die Merkmale eines Staates. In der Hauptstadt herrschte Chaos und die Regierung verfügte über keinerlei Einnahmen: Hilfen aus dem Ausland waren praktisch vollständig eingestellt worden, und alle Zollstationen, die traditionell die Haupteinnahmequelle des afghanischen Staates darstellten, waren in der Hand lokaler Schurās, die keine Abgaben in die Hauptstadt abführten. Ein Ministerposten bedeutete keine Kontrolle über die betreffende institutionelle Gewalt.
Die Gründung des Islamischen Staats Afghanistan war ein Élite Settlement, bei dem verschiedene Führer nicht nur im Namen ihrer Partei, sondern effektiv als Vertreter ganzer ethnolinguistischer Gruppen handelten. Der im Peschawar-Abkommen vereinbarte Stufenplan setzte daher eine Zusammenarbeit aller beteiligten Führer voraus. Das Misstrauen zwischen den Mudschahedinführern, insbesondere zwischen Massoud und Hekmatyār, der eskalierende Einfluss der Regionalmächte und das Fehlen eines Staates führten zum Scheitern einer solchen Verständigung. Bereits im Frühjahr 1992 kam es in Kabul zu Zusammenstößen zwischen der schiitischen Hizb-i Wahdat und der radikal antischiitischen Ittihād-i Islāmi. Noch schwerwiegender war die Opposition Hekmatyārs, der sich weigerte, sein Amt als Premierminister anzutreten. Stattdessen prangerte er die Regierung, vor allem die Unterstützung Dostums, als kommunistisch an und begann im August, Kabul von seinen Stellungen im Süden der Stadt mit Raketen zu beschießen.
Nach dem Fall Kabuls kam es zu keinen größeren Säuberungen oder Racheaktionen an Unterstützern der gestürzten Regierung. Dennoch bedeutete die Machtübernahme der Mudschahedin für die meisten Bewohner Kabuls, besonders für die gebildete Elite, das Ende ihres urbanen, modernen Lebensstils. Alle rivalisierenden Parteien mit Ausnahme von Dostums Dschunbisch waren islamistisch geprägt und setzten in unterschiedlichem Maße islamistische Gesetze durch. Dazu gehörten die Einführung der Scharia und die Einschränkung der Frauenrechte.

### Kampf um die Hauptstadt

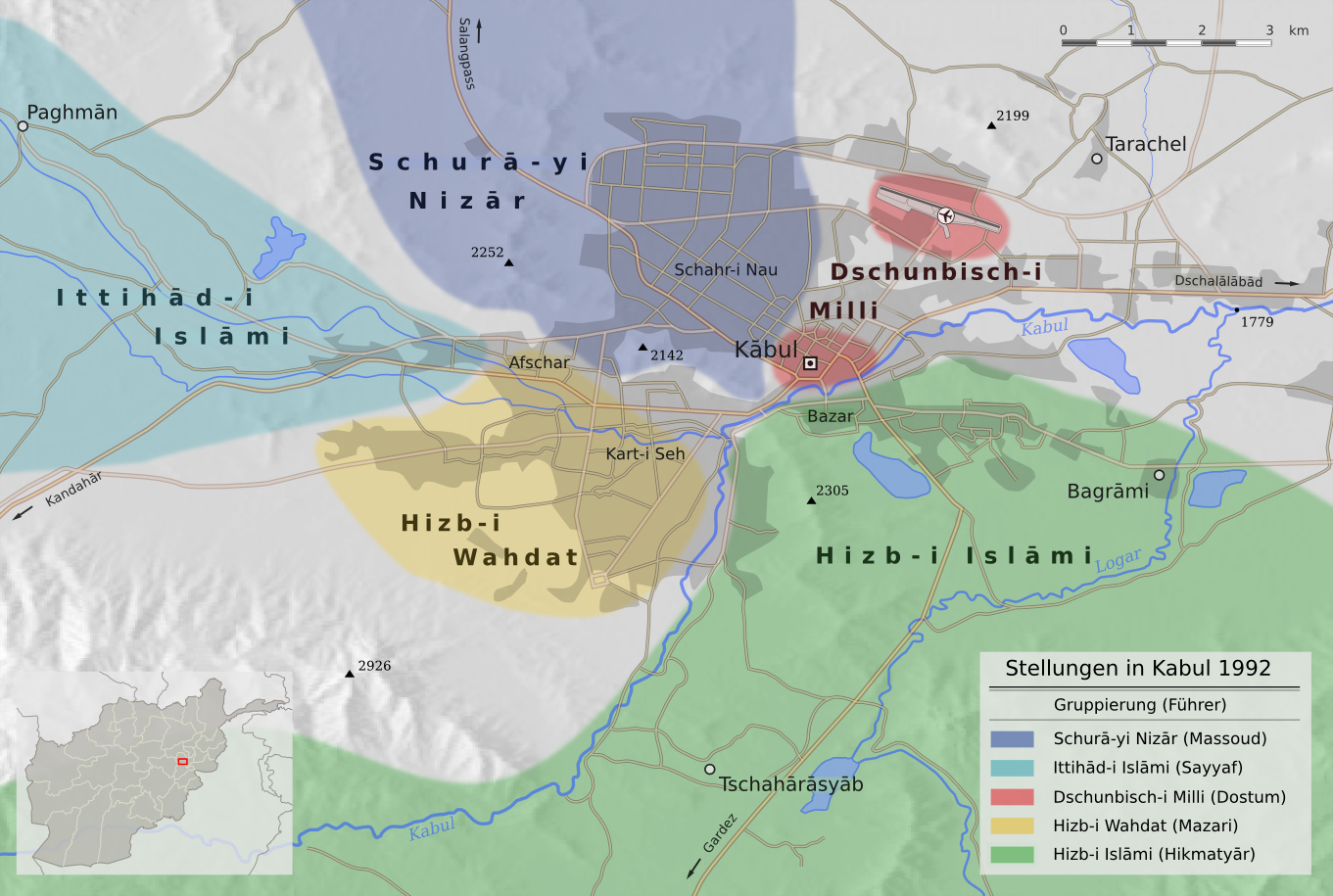
Stellungen in Kabul im Mai 1992 nach dem Zusammenbruch der Regierung Nadschibullāhs

Bis zur Einnahme der Stadt durch die Taliban im Herbst 1996 war die Kontrolle der Hauptstadt das militärische und politische Hauptziel der rivalisierenden Parteien. Die meisten Kämpfe fanden daher in Kabul und der unmittelbaren Umgebung statt. Dabei wurde die von den Kämpfen im sowjetisch-afghanischen Krieg kaum betroffene Hauptstadt zu großen Teilen zerstört, bis zu 50.000 Menschen wurden von 1992 bis 1996 durch Artilleriebeschuss, Gefechte und gezielte Massaker getötet und etwa 150.000 verletzt. Die meisten wurden Opfer des ungezielten Raketenbeschusses der Wohnviertel durch Hekmatyār. Von den zu der Zeit auf etwa zwei Millionen geschätzten Einwohnern flohen ein Viertel in den Monaten nach der Eroberung durch die Mudschahedin aus der Stadt, am Ende des Jahres 1994 war die Bevölkerung auf etwa 500 000 gesunken.
Nach dem Zusammenbruch des alten Regimes hatten sechs Gruppierungen eine Präsenz in Kabul oder der näheren Umgebung etablieren können: Massoud, der am Tag nach der Ausrufung des Islamischen Staats in die Stadt gekommen war, besetzte mit den Truppen seiner Schurā-yi Nizār den nördlichen Teil Kabuls und das Stadtzentrum mit den meisten Regierungsgebäuden. Die eingeflogenen Kräfte von Dostums Dschunbisch-i Milli kontrollierten weiterhin den Flughafen sowie einige Ministerien. Die Harakat-i Inghilāb beherrschte die Straße nach Dschalalabad, griff aber nicht in die Geschehnisse in der Hauptstadt ein. Die Ittihād-i Islāmi unter Abdul Rasul Sayyaf richtete sich im Bezirk Paghmān im Westen Kabuls, der Heimat ihres Gründers, ein, während die Hizb-i Wahdat die Bezirke im Westen des Stadtzentrums mit einer größeren schiitischen Gemeinde kontrollierte. Die aus dem Stadtgebiet vertriebene Hizb-i Islāmi von Hekmatyār errichtete in Tschahār Asyāb im Süden Kabuls ihr Hauptquartier und bezog entlang eines weiten Bogens in den südlichen Vororten Kabuls Stellung.

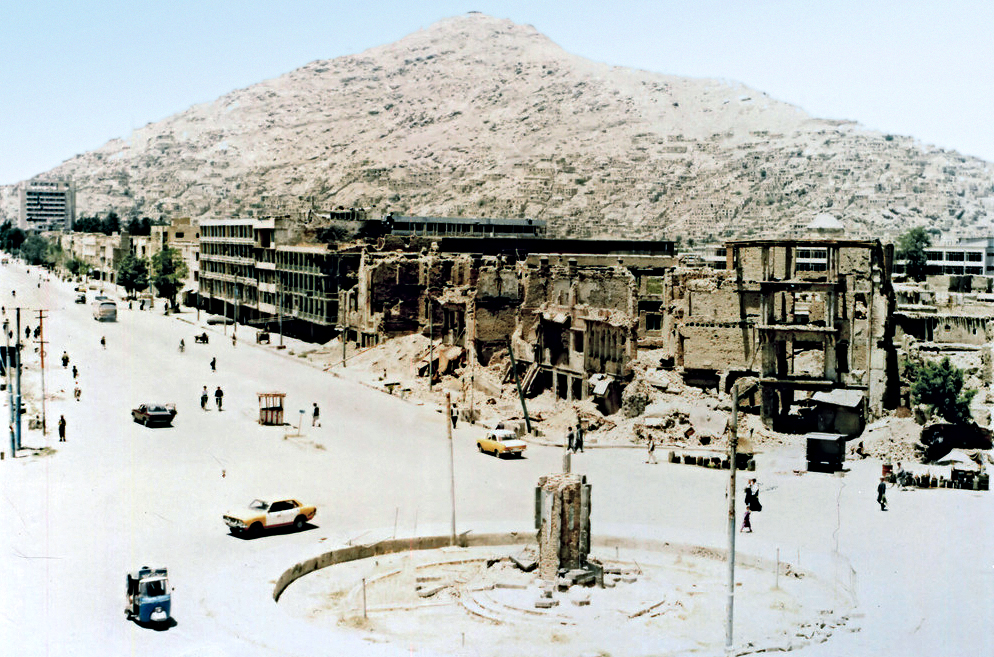
Die Dschāda-yi Maywand nahe dem Kabuler Basar im Jahr 1993: Die Basargegend lag zu der Zeit an der Front zwischen Schurā-yi Nizār, Dschunbisch und Hizb-i Islāmi.

Nach der Einnahme Kabuls durch Massoud und Dostum bildeten sich zwei fragile Allianzen heraus, die um die Kontrolle der Hauptstadt kämpften. Den Kern der hinter der Interimsregierung stehenden Kräfte bildete die mit der Dschamiat assoziierte Schurā-yi Nizār unter dem Kommando von Massoud sowie Teile des Partscham-Flügels der Hizb-i Watan. Das Bündnis wurde unterstützt von Dostums Dschunbisch sowie der schiitischen Hizb-i Wahdat. Diese Allianz entsprach weitgehend dem nördlichen Bündnis, das sich nach Dostums Aufstand gegen die Regierung Nadschibullāhs konstituierte. Auf der Gegenseite kooperierte Hekmatyārs Hizb mit früheren Mitgliedern des Chalq-Flügels, der Ittihād-i Islāmi von Abdul Sayyaf sowie freiwilligen islamistischen Kämpfern aus arabischen Ländern. Die übrigen Mudschahedin-Fraktionen waren lokal ausgerichtet und nahmen nicht unmittelbar an den Kämpfen um die Hauptstadt teil.
Die beiden Lager verknüpften die langjährige Rivalität zwischen Massoud und Hekmatyār, zwischen Dschamiat und Hizb mit der ebenso lang andauernden Fehde zwischen Chalq- und Partscham-Flügel innerhalb der kommunistischen Volkspartei. Die Polarisierung nahm außerdem die zusätzliche Dimension eines Machtkampfes zwischen Paschtunen und Nicht-Paschtunen um die Kontrolle Afghanistans an. Dabei war lediglich das Bündnis um die Dschamiat grundsätzlich in der Lage, eine Regierung zu bilden. Die Strategie der Hizb-i Islāmi beschränkte sich darauf, eine effektive Regierung zu verhindern. Auch der andauernde verheerende Raketenbeschuss der Kabuler Wohngebiete durch Hekmatyār verfolgte keine militärische Absichten, sondern zielte allein darauf ab, eine Normalisierung der Situation in der Hauptstadt zu verhindern. Die zeitweilige Unterstützung Hekmatyārs durch andere Parteien war daher nur taktischer Natur, um die Rabbāni-Regierung zu schwächen oder die eigene Verhandlungsposition zu verbessern. So hatten etwa Dostum und die Wahdat kein Interesse an einer nachhaltigen Stärkung der Zentralgewalt, da dies ihren eigenen Autonomiebestrebungen in den von ihnen beherrschten Gebieten zuwidergelaufen wäre. Doch keiner der anderen Akteure wollte die Hizb-i Islāmi tatsächlich an der Macht sehen.

#### Bruch der Regierungskoalition

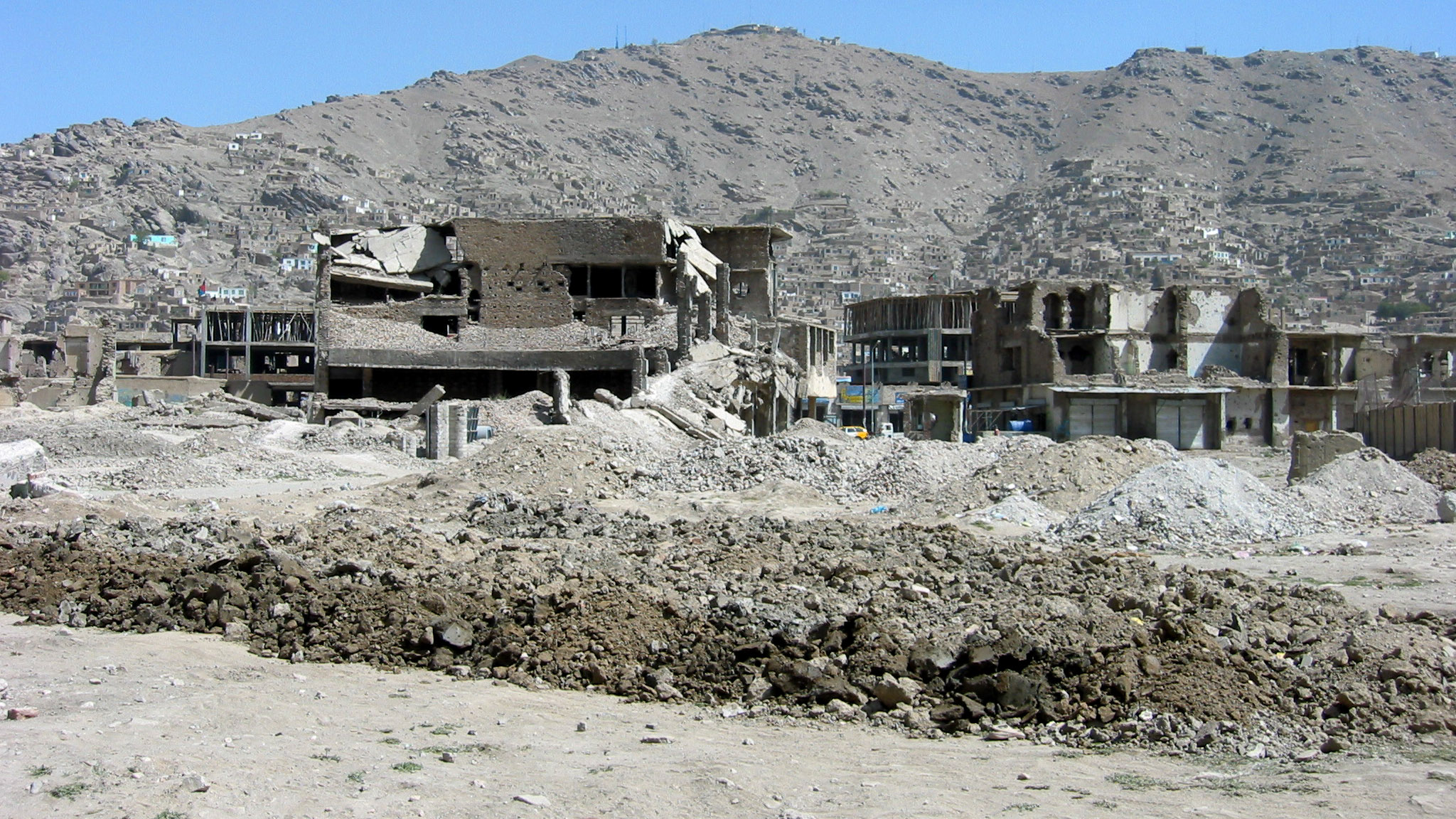
Zerstörte Häuser im Westen Kabuls im Jahr 2004: Das Gebiet wurde durch die Kämpfe zwischen Dschamiat, Ittihād und Wahdat sowie Hekmatyārs Artilleriebeschuss zu großen Teilen zerstört.

Im Dezember 1992 hielt Rabbāni – 45 Tage später als im Peschawar-Abkommen vorgesehen – die Schurā-yi ahl-i hal wa aqd ab, die ihn in seinem Amt bestätigte. Etwa ein Zehntel der Mitglieder der Schurā gehörten zu Dostums Dschunbisch, die übrigen waren größtenteils mit Rabbānis Dschamiat assoziiert. Die übrigen Parteien warfen Rabbāni Manipulationen vor und boykottierten die Versammlung. Außerdem erodierte durch die Weigerung Rabbānis, den Verbündeten Dostum in die Regierung aufzunehmen, die Unterstützung für das Regierungslager unter den ethnischen Usbeken.
Zur gleichen Zeit brach die ursprüngliche Allianz des Regierungslagers vom Frühjahr auseinander, als Massoud versuchte, die Kräfte der bislang verbündeten schiitischen Hizb-i Wahdat gewaltsam zu entwaffnen. Als die Wahdat daraufhin die Koalition aufkündigte, kappte im Gegenzug die antischiitische Ittihād ihre Verbindungen zu Hekmatyār und trat dem Bündnis um die Regierung Rabbānis bei. Schurā-yi Nizār und Ittihād begannen im Februar 1993 eine gemeinsame Offensive gegen Stellungen der Hizb-i Wahdat in Afschar im Westen Kabuls. Ziel war die Einnahme des Kabuler Hauptquartiers der Wahdat, um die Verbindung der von Regierungskräften gehaltenen Gebiete im Norden und Osten Kabuls einerseits und der nun verbündeten Ittihād im Paghmān-Bezirk westlich von Kabul andererseits zu ermöglichen. Massoud nannte als Grund für die Operation außerdem Misshandlungen ethnischer Tadschiken durch Wahdattruppen in deren Einflussgebiet.
Während und nach der Einnahme Afschars kam es zu schweren Übergriffen an der Hazara-Zivilbevölkerung durch die Truppen der Ittihād und der Schurā-yi Nizār. Eine im Sommer 1993 auf Druck der schiitischen Gemeinde durch die Rabbāni-Regierung eingesetzte Kommission schätzte die Zahl der ermordeten Zivilisten auf mehrere Hundert, die Anzahl der geplünderten Häuser auf einige Tausend. Die Offensive konnte die Wahdat nicht ausschalten; stattdessen trieb sie die schiitische Partei vorübergehend an die Seite Hekmatyārs, bevor sie im Herbst 1993 wieder ein kurzlebiges Abkommen mit dem Regierungslager schloss.

#### Islamabad-Abkommen
Unter Druck seitens Pakistans, Saudi-Arabiens und Irans unterzeichnete Rabbāni am 7. März 1993 in der pakistanischen Hauptstadt Islamabad das Islamabad-Abkommen mit Hekmatyār sowie Vertretern von fünf anderen Mudschahedinparteien. Durch den Vertrag wurde Hekmatyār wiederum zum Premierminister ernannt und beauftragt, in Abstimmung mit Präsident Rabbāni und den übrigen Parteien eine neue Regierung zu bilden. Die Führer der Peschawar-Sieben fuhren gemeinsam nach Mekka, wo sie an der Kaaba einen Eid auf den Vertrag leisteten. Doch auch die erneute Vereinbarung scheiterte. Die Hizb-i Wahdat setzte die Angriffe auf die Regierung fort und auch Hekmatyār stellte zwar formell eine Regierung zusammen, blieb aber weiterhin außerhalb Kabuls. Im April führte er erneut schwere Angriffe auf die Stellungen der Regierung. Für den Rest des Jahres 1993 ging in Kabul die Intensität der Kämpfe zurück, während militärische Erfolge der Dschamiat in anderen Teilen des Landes den Druck auf die Hizb-i Islāmi erhöhten.

#### Formierung der Schurā-yi Hamāhangi
Angesichts der relativen Stabilisierung der Regierung befürchtete Dostum, der nicht in das Islamabad-Abkommen einbezogen war, eine Schwächung seiner eigenen Stellung. Im Januar 1994 kam es schließlich zur zweiten folgenreichen Regruppierung seit dem Fall Nadschibullāhs, als Dostums Dschunbisch die Regierungsallianz verließ und sich mit Hekmatyār zur Schurā-yi Hamāhangi (persisch شوراى هماهنگى – Koordinierungsrat) zusammenschloss. Das neue Bündnis, dem eine geheime Übereinkunft zwischen iranischem und pakistanischem Geheimdienst zugrunde lag, umfasste neben Hizb-i Islāmi und Dschunbisch-i Melli auch die Hizb-i Wahdat, außerdem hielt die Schurā-yi Hamāhangi lose Kontakte zu Mudschadiddi.
Darauf folgten die bisher heftigsten Kämpfe mit den schlimmsten Zerstörungen in der Geschichte Kabuls, die den Flüchtlingsstrom aus der Hauptstadt weiter anschwellen ließ. Die Dschamiat und ihre Verbündeten konnten trotz Dostums Seitenwechsels und der massiven Raketen- und Artillerieangriffe durch Hekmatyār ihre Linien in Kabul halten und sogar Dostums Truppen aus den meisten seiner Stellungen vertreiben. Der Regierungsallianz gelang es jedoch nicht, in anderen Gebieten des Landes ihre Kontrolle auszubauen. Der Kampf um die Hauptstadt wurde zu einer blutigen Pattsituation, in der keine der rivalisierenden Koalitionen einen entscheidenden Vorteil erlangen konnte. Alle Parteien verfügten über regionale Hochburgen sowie ausländische Unterstützung, aber keine von ihnen besaß eine landesweite Präsenz.

### Entwicklung außerhalb Kabuls

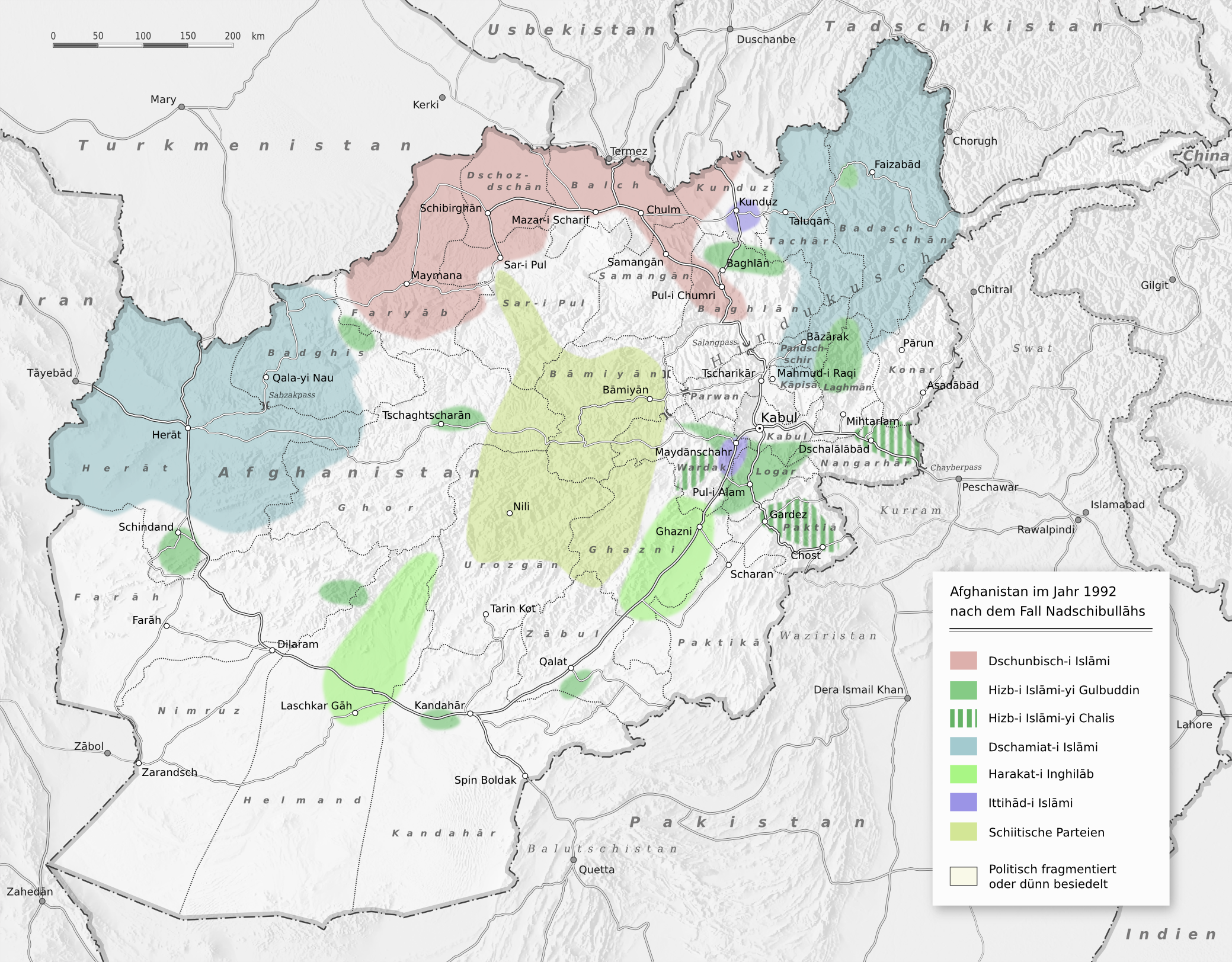
Vereinfachte Darstellung der territorialen Kontrolle Afghanistans nach dem Fall der Regierung Nadschibullāhs: Deutlich erkennbar ist die Regionalisierung der verschiedenen Gruppierungen.

Außer in der Hauptstadt fanden Kämpfe in der Region Kundus statt, wo Dschamiat, Dschunbisch und Ittihād um Einfluss in der Stadt konkurrierten. Außerdem gab es begrenzte Gefechte um die Kontrolle des Salangtunnels sowie der Provinzen Badghis und Kandahar. Landesweit gingen die Opferzahlen aber im Vergleich zu denen während des Sowjetisch-Afghanischen Krieges drastisch zurück. Während im bis dahin von Kampfhandlungen fast unberührten Kabul die Kämpfe eskalierten, hörten in anderen Städten und besonders in den ländlichen Gebieten die Bombardements, die in den 1980er Jahren enorme Opfer forderten, weitgehend auf. Auch andere größere Kampfhandlungen blieben die Ausnahme. In vielen Gebieten begann der Wiederaufbau und etwa 2,8 Millionen afghanische Flüchtlinge kehrten bis 1994 aus den Nachbarländern zurück. Die auf die Hauptstadt konzentrierte internationale Berichterstattung trug dagegen zur verzerrten Wahrnehmung eines weiter eskalierenden Bürgerkriegs bei.
Dabei entwickelte sich die Situation in paschtunisch geprägten und nicht-paschtunischen Regionen sehr unterschiedlich: In Gebieten ohne paschtunische Bevölkerungsmehrheit blieben Verwaltung und Militär aus der Zeit der kommunistischen Regierung meist intakt, sie wurden allerdings unter Führung der regionalen Machthaber reorganisiert. Die Gebiete im Westen, Norden, Nordosten sowie Zentralafghanistan gerieten nach dem Fall der Regierung Nadschibullāhs unter jeweils einheitliche Kontrolle einzelner Fraktionen.
Dagegen fragmentierten die paschtunisch geprägten Gebiete im Süden und Südosten des Landes entlang von Stammesgrenzen. Die zentrale politische Rolle der Stammesgruppen verhinderte den Aufstieg einzelner Machthaber wie in anderen Teilen des Landes. Die Armeegarnisonen wurden aufgelöst und die Ausrüstung an lokale Stammesführer verteilt. Lediglich die Sarandoymilizen des Chalq-geführten Innenministeriums liefen zur Hizb-Islāmi-yi Gulbuddin über und wurden zum Rückgrat von Hekmatyārs Streitkräften. Hekmatyārs Hizb, die im Gegensatz zu den anderen Parteien über keine regionale oder tribale Basis verfügte, war die einzige paschtunische Kraft, die sich überregional halten konnte. In den meisten der Gebiete übernahmen Stammesschuras die verbliebene Staatsgewalt. Die lokalen Schuras stellten jedoch weder überregionale Truppen auf noch errichteten sie eine effektiv funktionierende Zivilverwaltung. Afghanistans zweitgrößter Ort Kandahar wurde zwischen konkurrierenden Befehlshabern aufgeteilt, deren Machtkämpfe die Situation in der Stadt in Anarchie abgleiten ließen.
Im Norden baute Dostum Mazar-i Scharif zu seiner Machtbasis aus. Partschamis aus niedrigeren Rängen kooperierten mit ihm und er erlangte die Kontrolle über die lokalen Führer der Mudschahedin, die sich seiner Dschunbisch-i Milli anschlossen. Die relative Stabilität des Nordens unter Dostums Herrschaft und die Nähe zu Usbekistan führten zu einem begrenzten wirtschaftlichen Aufschwung. Die Vereinten Nationen verlegten im August 1992 ihr Hauptbüro von Kabul nach Mazar-i Scharif, sieben Länder eröffneten dort Konsulate. Dostum baute in seinem Einflussgebiet ein effektives Verwaltungs- und Steuersystem auf. Er sah sich als Vertreter von Säkularismus, regionaler Autonomie und Minderheitenrechten. Gleichzeitig führte er ein brutales Regime und finanzierte seinen ausschweifenden Lebensstil aus den knappen Ressourcen der Region.

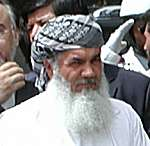
Muhammad Ismāʿil Khan im Jahr 2002: 1992 übernahm Ismāʿil die Kontrolle über die Region Herat.

In Herat übernahm der lokale Führer der Dschamiat-i Islāmi, Muhammad Ismāʿil, auch bekannt als Ismail Khan, kampflos die Kontrolle über die Stadt. Angriffe von Verbündeten Hekmaytārs konnte Ismāʿil mit seinen Truppen zurückschlagen, auch die bedeutenden schiitischen Bevölkerungsgruppen der Region integrierte er erfolgreich in sein Verwaltungssystem. In der Folge wurde Herat zur stabilsten Region in Afghanistan und die Wirtschaft erholte sich. Das wirtschaftliche Wachstum der Stadt ermöglichte es Muhammad Ismāʿil, weitere regionale Milizenführer auf seine Seite zu bringen und sein Machtmonopol auszubauen.
Der Nordosten blieb weitgehend unter Kontrolle von Ahmad Massouds Schurā-yi Nizār, lediglich Kundus wurde größtenteils von Sayyafs Ittihād-i Islāmi kontrolliert. Einige regionale Armeegarnisonen wurden in die Kommandostruktur der Schurā-yi Nizār integriert, die durch fortgeschrittene Institutionalisierung auch während Massouds Abwesenheit funktionierte. Die meisten in der Schurā-yi Nizār organisierten Milizenführer waren ebenso wie Muhammad Ismāʿil Mitglieder der Dschamiat-i Islāmi, allerdings unterhielten beide Regionen nur lose Verbindungen zur Dschamiat-dominierten Regierung in Kabul.
Aus Zentralafghanistan, dem Hazāradschāt, hatten sich die sowjetischen Truppen bereits 1981 zurückgezogen, sodass sich die Situation dort nach dem gesamtafghanischen Abzug wenig änderte. Der Einfluss Irans nahm mit der Schwächung der Zentralregierung weiter zu, und die iranisch gestützte Hizb-i Wahdat übernahm zunehmend die militärische und politische Kontrolle über die Region. Nach dem Fall der Regierung Nadschibullāhs wurde Zentralafghanistan wie der Norden unter Dostum ein von Kabul autonomes Gebiet. Damit besaß die Volksgruppe der Hazara mehr Einfluss als jemals zuvor in der afghanischen Geschichte. Ihre Position wurde dadurch weiter gestärkt, dass die Hizb-i Wahdat in Kabul die beiden großen sunnitischen Bündnisse gegeneinander ausspielen konnte.

### Ethnifizierung des Konflikts
Während des Sowjetisch-Afghanischen Krieges und des anschließenden Guerillakampfes gegen die sowjetgestützte Regierung fanden sich Angehörige aller ethnischen Gruppen und größeren Stämme auf beiden Seiten der Front wieder. Als nach dem Zusammenbruch des Regimes der Dschihad auf der einen, Sozialismus und sowjetische Hilfen auf der anderen Seite an Attraktivität verloren, griffen einige Führer zunehmend auf Gemeinschaftsrhetorik zurück, um Unterstützung für ihre Partei zu mobilisieren. Dieser Wandel zeigte sich besonders bei der Hizb-i Islāmi-yi Gulbuddin, deren drohender Marginalisierung Hekmatyār entgegenzuwirken versuchte, indem er die Verteidigung paschtunischer Interessen propagierte. Sowohl unter den ehemaligen Kadern des kommunistischen Regimes als auch unter den Mudschahedin trat die Fragmentation in rivalisierende Gruppen, die teilweise entlang ethnisch-linguistischer Grenzen verlief, offen zu Tage. Im postsowjetischen Afghanistan schienen schließlich die vier wichtigsten Kräftezentren eindeutig ethnisch verortbar: Die Kämpfer der Hizb-i Wahdat waren ausschließlich Hazara, die Dschunbisch war überwiegend durch ethnische Usbeken geprägt, die meisten Dschamiatmitglieder waren persischsprachige Sunniten, während Hekmatyār und später die Taliban im Wesentlichen unter Paschtunen rekrutierten.
Doch obwohl im Bürgerkrieg ethnische Zugehörigkeiten an politischer Bedeutung gewannen, waren die Kämpfe nicht in erster Linie ethnisch motiviert. Ethnonationalismus dominierte nie die Strategien der Parteien; für die Dschamiat und die Taliban, die eine Vereinigung des Landes unter einer einheitlichen Zentralgewalt anstrebten, war er sogar hinderlich. Selbst die einzige ethnisch homogene Partei, die Hizb-i Wahdat, bezog sich ideologisch auf die Schia, nicht auf Hazara-Nationalismus. Die zunehmende ethnische Prägung der verschiedenen Gruppierungen war nur teilweise durch eine ethnisch ausgerichtete Mobilisierungsstrategie bedingt, wie sie etwa Dostum bei seiner Dschunbisch anwendete. Häufig war sie eine unbeabsichtigte Folge der zunehmenden Regionalisierung der Parteien, die die lokale Herkunft ihrer Führer zu einem entscheidenden Faktor bei der Mobilisierung von Unterstützern machte. Der Ethnologe Bernt Glatzer bezeichnete die Ethnifizierung des Konflikts als bloßes Epiphänomen. Eine bedeutende Rolle spielte zudem die Wahrnehmung des afghanischen Bürgerkrieges als ethnischen Konflikt in in- und ausländischen Medien sowie bei ausländischen Regierungen. Diese Wahrnehmung führte dazu, dass Milizenführer Hilfen aus dem Ausland aufgrund ihres ethnischen Hintergrundes erhielten und so ethnische Gegensätze von außen verstärkt wurden.

## Aufstieg der Taliban 1994–1996
Pakistans Afghanistanpolitik, die weiterhin auf eine von Hekmatyār dominierte afghanische Regierung ausgerichtet war, befand sich spätestens im Sommer 1994 angesichts der blutigen Pattsituation in Kabul in einer Sackgasse. Es war offensichtlich, dass Hekmatyār und die Schurā-yi Hamāhangi weder in der Lage waren, die Hauptstadt zu erobern, noch die Paschtunen gegen die nicht-paschtunisch geprägte Regierung Rabbānis zu vereinigen. Hekmatyār war auch unter Paschtunen wegen seiner militärisch sinnlosen Raketenangriffe auf Kabul zunehmend verhasst. Pakistan stand damit erstmals ohne Stellvertreter in Afghanistan da. Ahmed Rashid kommentierte, die pakistanische Afghanistan-Politik sei über weite Strecken des Jahres 1994 „wie ein gestrandeter Wal, richtungslos und ohne mächtige Stellvertreter“ gewesen.
In dieser Situation entschloss sich Pakistan, die grenzüberschreitende Organisation der Taliban, die 1994 erstmals auf der politischen Landkarte erschien, als neuen Klienten in Afghanistan zu unterstützen. Die Taliban nannten sich selbst Islamische Talibanbewegung Afghanistans (paschtunisch:د افغانستان د طالبان اسلامی تحریکِ – Da Afghānistān da Talibān Islāmi Tahrik). Ihre Einordnung als Bewegungsorganisation ist jedoch umstritten, einige Autoren charakterisieren sie als primär militärische Organisation. Vom politisch fragmentierten Süden ausgehend, drangen die Einheiten der Taliban schnell in weite Teile des Landes vor. Bis Ende 1994 war der pakistanische Innenminister Nasrullah Babar der wichtigste Patron der Taliban in der pakistanischen Regierung, später konzentrierte auch der ISI zu Lasten seines bisherigen Protegés Hekmatyār seine Unterstützung auf die neue Gruppierung.

### Wurzeln und Ideologie

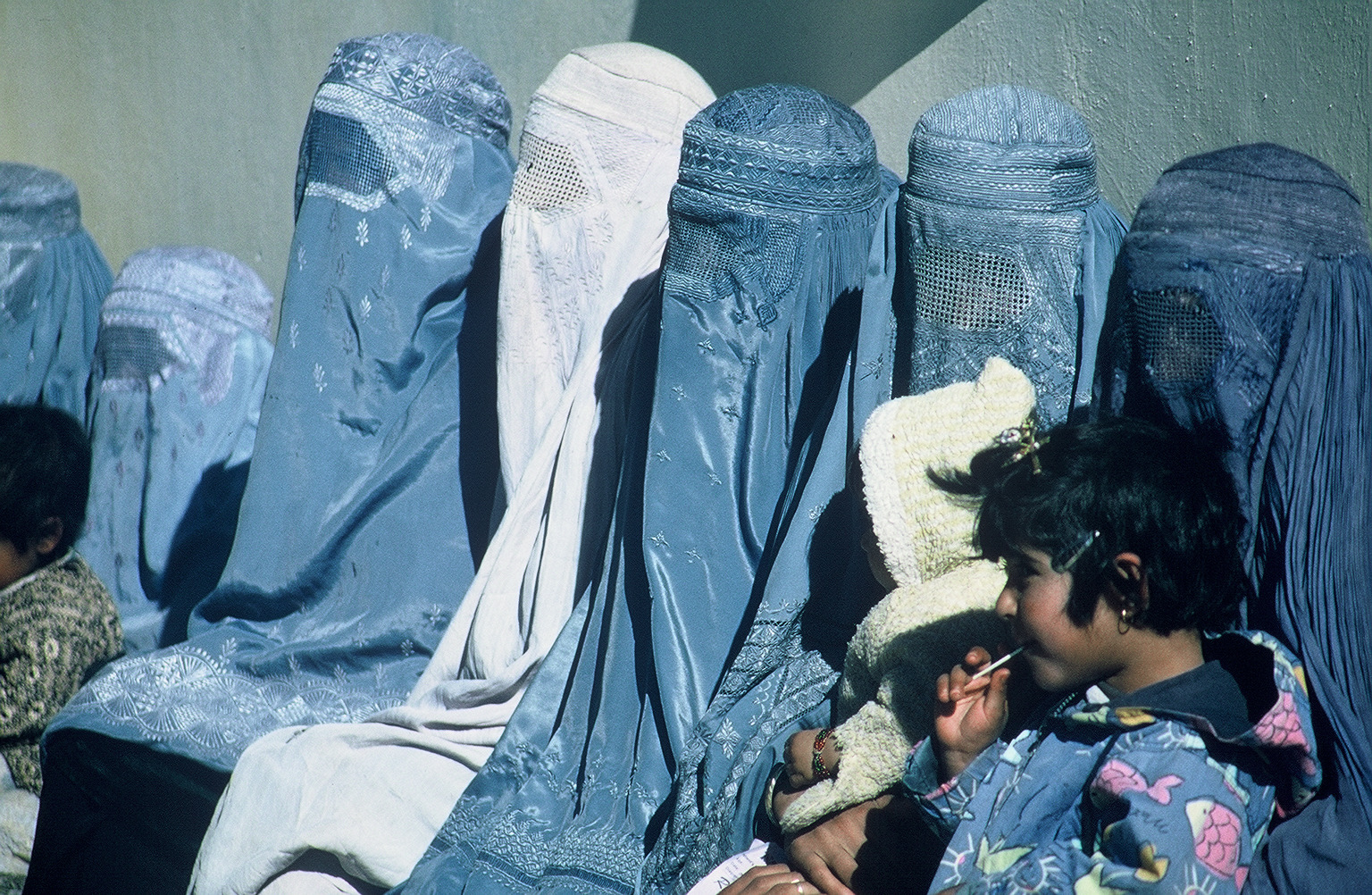
Die paschtunische Burka wurde in der internationalen Wahrnehmung zum Symbol der Genderpolitik der Taliban.

Die Ideologie der Taliban basiert auf einer extremen Form des Deobandismus, wie er in afghanischen Flüchtlingslagern in Pakistan gelehrt wurde. Die von Deobandis gegründete pakistanische Partei Jamiat-e Ulema Islam errichtete während des sowjetisch-afghanischen Krieges Hunderte Madrasas in den paschtunisch geprägten Grenzgebieten Pakistans, in denen sie jungen Flüchtlingen freie Ausbildung, Versorgung und militärisches Training anbot. Eine besondere Rolle spielte die Jamiat-Splitterfraktion von Maulana Sami-ul-Haq, an dessen Madrasa Darul Uloom Haqqania zahlreiche spätere Talibanführer ausgebildet wurden.
Die primitive Interpretation der Scharia, wie sie die dort lehrenden halbgebildeten Mullahs vertraten, war weit entfernt von der ursprünglich reformorientierten Agenda der Deobandis und stark beeinflusst vom paschtunischen Rechts- und Ehrenkodex, dem Paschtunwali. Zu den vom Deobandismus übernommenen Elementen zählen vor allem das extreme Frauenbild und die tiefsitzende Antipathie gegenüber schiitischen Muslimen. Rashid nennt die so in den pakistanischen Flüchtlingslagern entstandene extreme Islaminterpretation der Taliban eine Anomalie, die in keiner Weise in das Spektrum der Ideen und Bewegungen passte, die im Afghanistan seit der Saur-Revolution aufgekommen waren.
Die Interpretation der Talibanideologie ist nicht einheitlich. Die Einordnung als antimoderne  und fundamentalistische Bewegung – vor allem ihr messianischer Charakter durch die herausgehobene Rolle ihres Führers Muhammad Omar – ist verbreitet, eine traditionalistische Ausrichtung dagegen umstritten. Die Taliban planten, ein Sittengesetz einzuführen, wie es in ihrer Vorstellung im Afghanistan vor den Reformen der 1950er Jahre existiert hatte – ein Ziel, das mit der ideologischen Ausrichtung der fundamentalistischen Mudschahedinparteien wie der Ittihād-i Islāmi und der Hizb-i Islāmi-yi Gulbuddin in Übereinstimmung stand. Doch hatten viele Taliban kaum jemals das von ihnen angestrebte traditionelle Afghanistan erlebt, ihre Ideologie bezog sich stattdessen auf ein imaginiertes Dorfleben, wie es in der Vorstellung von in Lagern oder Madrasas aufgewachsenen Flüchtlingen existierte.
Totalitäre Elemente der Ideologie umfassten die Monopolisierung sowohl der politischen als auch der privaten Sphäre und die Ausübung von Terror als psychologisches Machtinstrument. Der Terror betraf besonders Frauen, führte aber auch deren männlichen Verwandten ihre Machtlosigkeit vor Augen. Im Unterschied zu anderen totalitären Ideologien des 20. Jahrhunderts kamen die Taliban allerdings in einem Land an die Macht, dessen staatliche Strukturen völlig zerstört waren, was die oftmals inkonsistente Durchsetzung ihrer Dekrete erklärt.
Die Mitglieder der Taliban waren im Allgemeinen ethnische Paschtunen ländlicher Herkunft, die meist während des Krieges aufgewachsen waren und außer den pakistanischen Madrasas keinerlei Ausbildung genossen hatten. Manche hatten bereits im afghanischen Bürgerkrieg in unterschiedlichen Gruppierungen gekämpft, waren jedoch nur in seltenen Fällen in verantwortliche Positionen gelangt. Neben den jungen Madrasastudenten – den Taliban im ursprünglichen Wortsinn – umfasste die Organisation außerdem frühere Mudschahedinkämpfer, meist der Hizb-i Islāmi-yi Chalis oder der Harakat-i Inghilāb, deren Kommandeure sich den Taliban angeschlossen hatten, sowie ehemalige Offiziere des kommunistischen Regimes, zumeist des paschtunisch geprägten Chalq-Flügels.

### Verbindungen nach Pakistan

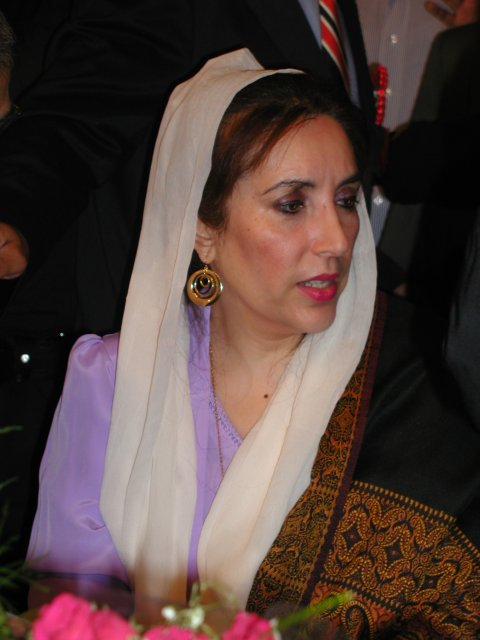
Unter Premierministerin Benazir Bhutto begann die Unterstützung der Taliban durch die pakistanische Regierung.

Obgleich die Schlüsselfiguren innerhalb der Taliban Afghanen waren und sich die Organisation in einigen paschtunisch geprägten Gebieten auf lokalen Rückhalt in der Bevölkerung stützen konnte, waren die Verbindungen nach Pakistan vielfältig und umfassend. Nach Schätzungen von Ahmed Rashid kämpften von 1992 bis 1999 zwischen 80.000 und 100.000 Pakistanis auf Seiten der Taliban in Afghanistan. Der Aufstieg der Taliban wird daher häufig als Versuch einer schleichenden Invasion des Landes durch Pakistan gewertet.
Die Unterstützung der Taliban durch die pakistanische Regierung begann im Jahr 1993 mit Benazir Bhuttos Wahl zur Premierministerin. Bhuttos siegreiche Volkspartei koalierte mit der von Maulana Fazlur Rahman geführten Jamiat-e Ulema Islam, die bis dahin kaum Unterstützung seitens der Regierung erhalten hatte. Die Jamiat war damit erstmals in die Lage versetzt, enge Verbindungen zum ISI, der pakistanischen Armee sowie zu ausländischen Regierungen, insbesondere Saudi-Arabien, aufzubauen. Diese Kanäle nutzte sie intensiv, um Unterstützung für die sich formierende Talibanorganisation zu werben. Eine entscheidende Rolle als Fürsprecher der Taliban spielte dabei Bhuttos neuer Innenminister Nasirullah Babar, der die Führung von Pakistans Afghanistanpolitik übernahm.
Eine weitere Verbindung der Taliban nach Pakistan stellten die von Rashid Transportmafia genannten mächtigen Schmugglergruppen aus Quetta und Chaman dar, die mit den Taliban über Stammeszugehörigkeit eng verbunden waren. Die Geschäfte der Transportmafia waren jedoch stark eingeschränkt, da durch die Kämpfe in Kabul und die fragmentierte Lage in Südafghanistan die Landrouten durch Afghanistan blockiert waren. Die Interessen der Schmugglergruppen deckten sich mit den Plänen Bhuttos und Babars, eine Überlandroute von Pakistan nach Zentralasien zu öffnen.
Trotz ihrer vielfältigen Verbindungen nach Pakistan wurden die Taliban nie von außen kontrolliert. Anders als die Mudschahedinparteien, deren Kontakte außerhalb Afghanistans auf den ISI und die Jaamat-e Islami beschränkt waren, ermöglichten es den Taliban die weitreichenden Verbindungen zu Staatsorganen, Parteien, islamistischen Gruppen, dem Madrasanetzwerk sowie der Drogen- und Transportmafia, die pakistanischen Lobbys gegeneinander auszuspielen. Statt zu dem von der pakistanischen Regierung angestrebten Gewinn strategischer Tiefe in Afghanistan kam es zu einer Talibanisierung in Pakistan selbst.

### Militärischer Vormarsch

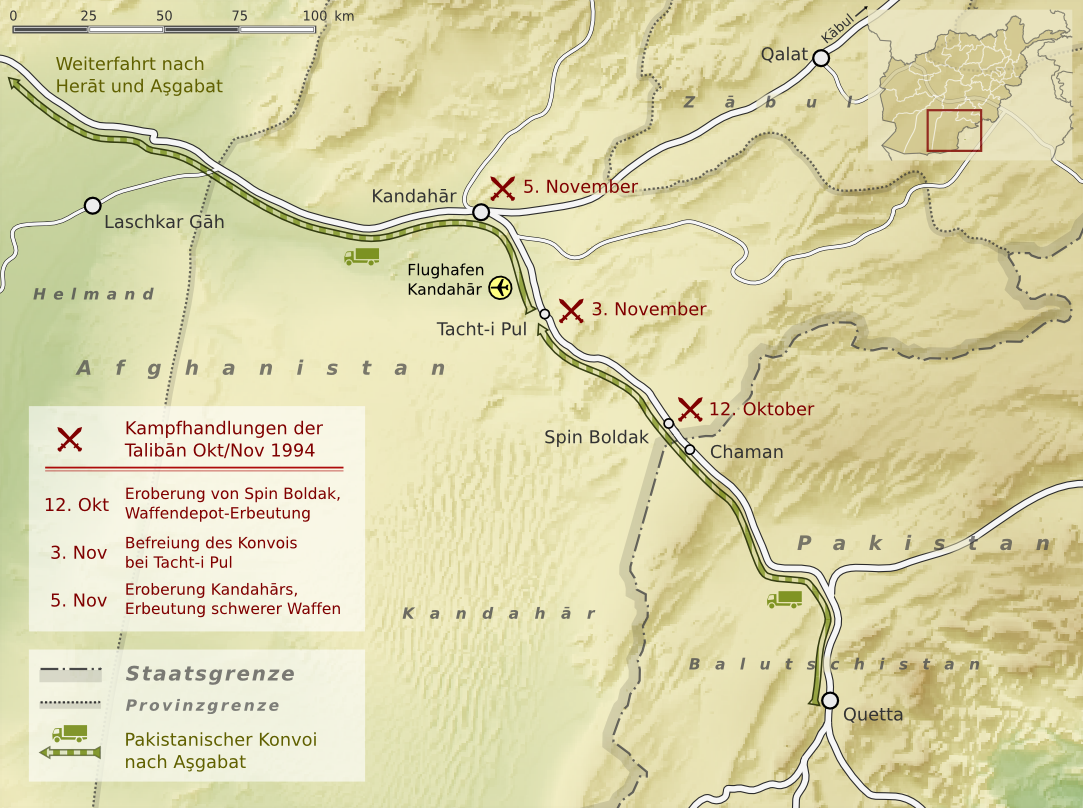
Karte der ersten Kampfhandlungen der Taliban im Herbst 1994 in der Region Kandahar

Über den genauen Ursprung der Taliban gibt es wenig gesicherte Informationen. Ob das pakistanische Innenministerium unter Nasrullah Babar oder einzelne Kämpfer der Taliban die neue Organisation formierten, ist ungeklärt. Erstmals gesichert in Erscheinung traten die Taliban am 12. Oktober 1994, als etwa 200 Männer aus afghanischen und pakistanischen Madrasas den strategisch wichtigen, von Hekmatyārs Hizb-i Islāmi gehaltenen Ort Spin Baldak in der Provinz Kandahar an der Grenze zu Pakistan eroberten. Dabei gelangten sie an große Mengen Waffen und Munition, die sie nach eigenen Angaben aus einem lokalen Waffendepot erbeuteten. Diese Angaben werden allerdings angezweifelt als Versuch, Waffenlieferung durch Pakistan zu verschleiern.
Dieser erste militärische Erfolg der Taliban markierte den Beginn einer Kräfteverschiebung. Unter dem Eindruck der anhaltenden schweren Kämpfe der Kabuler Regierung gegen die drei Parteien der Schurā-yi Hamāhangi wurden die Ereignisse im Süden des Landes jedoch national wie auch international kaum wahrgenommen. Lediglich die untereinander zerstrittenen Warlords in Kandahar sahen in der neuen Organisation eine unmittelbare Bedrohung und verlangten von Pakistan, die Unterstützung der Taliban einzustellen.
Am 29. Oktober sandte Babar einen Testkonvoi mit 30 von ehemaligen pakistanischen Armeeangehörigen gefahrenen Lastwagen über Kandahar und Herat nach Aşgabat in Turkmenistan. Bhutto selbst hatte sich am Tag zuvor bei einem Treffen mit Raschid Dostum und Muhammad Ismāʿil persönlich die Sicherung der Streckenabschnitte in deren Territorien zusichern lassen. Als der Konvoi kurz vor Kandahar von Einheiten der dortigen Machthaber gestoppt wurde, griffen am 3. November die Taliban ein und ermöglichten gewaltsam die Weiterfahrt des Konvois. Sie zogen sofort weiter in Richtung Kandahar, wo sie nach zwei Tagen die zweitgrößte Stadt des Landes unter geringen Verlusten einnahmen und die dort herrschenden paschtunischen Warlords entmachteten. Der Fall Kandahars wurde von der Regierung Bhutto und der Jamiat-e Ulema Islam gefeiert. Hauptfiguren der Taliban bei der Einnahme Kandahars waren die Mullahs Omar und Rahmani, letzterer wurde von Omar für mehrere Jahre zum Gouverneur der Stadt ernannt. Rabbānis Regierung in Kabul sah die Taliban zu diesem Zeitpunkt noch als Verbündete im Kampf gegen Hekmatyār, was vermutlich die passive Rolle des mit der Dschamiat verbundenen mächtigsten Kommandeurs in Kandahar, Mullah Naqib, bei der Eroberung der Stadt erklärte.
Nach der Eroberung Kandahars wandten sich die Taliban vermutlich mit Unterstützung des ISI nach Norden in Richtung Kabul. In den folgenden drei Monaten übernahmen die Taliban teils gewaltsam, teils durch Bestechung der lokalen Befehlshaber die Kontrolle über 12 von 31 Provinzen und rückten bis an die Außenbezirke von Herat und Kabul vor. Im Januar 1995 eroberten sie Ghazni, im Februar die Hauptstadt der Provinz Wardak, Maydān Schahr. Im gleichen Monat nahmen sie Hekmatyārs Machtbasis Tschahār Asiyāb im Süden der Hauptstadt ein. Hekmatyār konnte lediglich kleinere Einflussgebiete in Teilen der Provinzen Paktiyā, Logar und Nangarhār halten. Durch den Vormarsch waren binnen weniger Monate alle paschtunisch geprägten Parteien – Mahāz-i Milli, Dschabha-yi Milli, Ittihād-i Islāmi, Harakat-i Inqilāb und Hizb-i Islāmi – marginalisiert.
Durch den Zustrom von Tausenden überwiegend afghanischen, aber auch pakistanischen Studenten aus den Madrasas in Pakistan, die sich inzwischen den Einheiten angeschlossen hatten, war die Truppenstärke der Taliban auf mindestens 10.000 angewachsen. Entgegen dem von den Taliban selbst verbreiteten Gründungsmythos handelte es sich bei ihrem Aufstieg keinesfalls um eine gewaltlose Befriedung zuvor gesetzesloser Regionen. Mit Ausnahme von Zabul und Urozgān erfolgte die Übernahme der Provinzen unter erbitterten Gefechten und teilweise starken Verlusten. Zudem waren die später von den Taliban eroberten Gebiete anders als die tatsächlich von Anarchie geplagte Region um Kandahar meist friedlich und teilweise, wie etwa Ghazni und Herat, verhältnismäßig effektiv verwaltet.

### Unbeliebtheit der anderen Bürgerkriegsparteien
Während die direkten Todesopfer im afghanischen Bürgerkrieg im Vergleich zur sowjetischen Besatzungszeit gesunken waren, waren die Plünderungen und Selbstbereicherungen von Eliten und Kommandeuren in der Zeit des Bürgerkriegs offensichtlicher geworden. So verteilte man in der Zivilbevölkerung Spitznamen: Die Truppen General Dostums wurden mancherorts als „die Teppich-Räuber“ bezeichnet, und nachdem ein Kommandeur General Massouds offenbar im großen Stil Wasserleitungen und Wellblechdächer an pakistanische Metallhehler verkauft hatte, wurden seine Leute als „die Dach-Räuber“ bekannt. Diese Reputation der Warlords als Plünderer sorgte für Unmut, gerade in der armen Landbevölkerung. Da die Taliban als überaus strenge, aber immerhin gerechte Machthaber auftraten, erlangten sie schnell und nachhaltigen Rückhalt.

### Erste Rückschläge
Anfang 1995 führten die Taliban Verhandlungen sowohl mit der Regierung Rabbānis als auch mit dessen Gegnern, der schiitischen Hizb-i Wahdat unter Abdul Ali Mazari. Massoud, durch den Vormarsch der Taliban von Angriffen durch Hekmatyārs Hizb-i Islāmi entlastet, nutzte die Situation, um in einer Großoffensive die Wahdat aus ihren Stellungen im Südwesten Kabuls zu vertreiben. In dieser verzweifelten Lage wandte sich Mazari an die Taliban und bot ihnen die Übergabe aller schweren Waffen an, wenn diese im Gegenzug die Wahdat-Stellungen übernehmen und als Puffer zwischen Wahdat und Massouds Schurā-yi Nizār agieren würden. Bei der Übergabe der Waffen und Stellungen kam es jedoch zu Gefechten zwischen Wahdat-Einheiten und Taliban, Mazari wurde von Einheiten der Taliban gefangen genommen und kam in deren Gewahrsam unter bis heute ungeklärten Umständen ums Leben. Die Eskalation der Ereignisse und besonders der Tod Mazaris machten auf lange Sicht jede Verständigung zwischen den Taliban und der schiitischen Minderheit in Afghanistan unmöglich.
In einer weiteren Großoffensive am 11. März und nach einer Woche schwerster Kämpfe gelang es Massoud, auch die Taliban aus Kabul zu vertreiben. Dabei kam es wiederum zu Plünderungen schiitischer Wohngebiete in der Stadt. Im Sommer 1995 waren Rabbāni und Massoud in alleiniger Kontrolle der Hauptstadt und alle Gegner außer Raketenreichweite. Kabul war damit erstmals seit Anfang 1992 keine Stadt im Belagerungszustand mehr. Hilfsorganisationen nahmen ihre Arbeit wieder auf, und Wiederaufbauprojekte begannen.
Zur gleichen Zeit waren Einheiten der Taliban im Westen des Landes weiter auf dem Vormarsch und bewegten sich auf Muhammad Ismāʿils Hochburg Herat zu. Gleichzeitig attackierten Einheiten von Dostum, der sich de facto mit den Taliban verbündet hatte, die Stellungen Ismāʿils von Nordwesten. Die Regierung Rabbānis flog 2000 Mann aus der Hauptstadt ein und setzte ihre uneingeschränkte Luftherrschaft ein, um die Angriffe zurückzuschlagen. In den schwersten Kämpfen in Afghanistan seit der Schlacht um Dschalālābād im März 1989 gelang es den Einheiten der Dschamiat, die Taliban bis nach Dilaram zurückzutreiben. Die Taliban erlitten hohe Verluste, und viele Beobachter sagten nach den Niederlagen vor Kabul und Herat bereits das Ende der Organisation voraus.

### Erneuter Vormarsch und Fall Kabuls

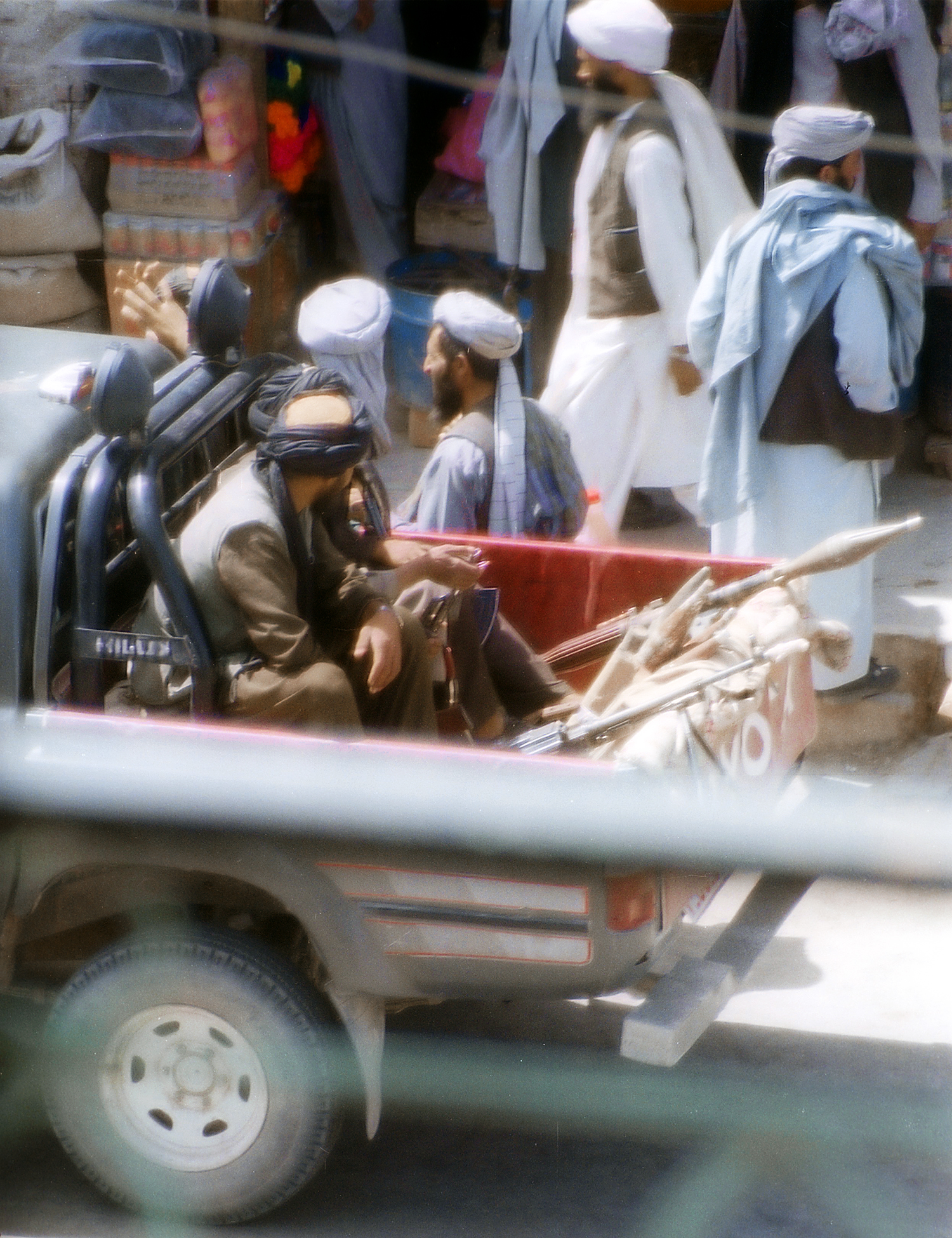
Talibanpatrouille in Herat im Jahr 2001

Die Pause der Kampfhandlungen im Sommer 1995 nutzten die Taliban, um ihre Einheiten mit entscheidender logistischer Unterstützung des ISI und neuen Waffen und Fahrzeugen aus Pakistan und Saudi-Arabien zu reorganisieren. Die Rekrutierung in den pakistanischen Madrassas erreichte einen neuen Höhepunkt. Tausende neuer Kämpfer schlossen sich den Einheiten der Taliban an, deren Truppenstärke etwa 25.000 erreichte. Außerdem formalisierten die Taliban mit Hilfe des ISI ihre Zusammenarbeit mit Dostum in einem Geheimabkommen.
Als Muhammad Ismāʿil, der die Taliban bereits am Rand der Auflösung sah, seine Truppen Ende August 1995 in einer schlecht vorbereiteten Offensive über die Provinz Helmand auf Kandahar vorrücken ließ, wurden seine Einheiten von der effektiv geführten Gegenoffensive überrascht. Innerhalb weniger Tage drängten die Taliban die Truppen der Dschamiat bis nach Schindand zurück, während Dostum Entlastungsangriffe auf Herat führte. Am 3. September ordnete Ismāʿil unter ungeklärten Umständen den kampflosen Rückzug aus Shindand an. Seine Einheiten stürzten ins Chaos, und zwei Tage später gab Ismāʿil auch Herat auf und floh in den Iran.
Am 5. September übernahmen die Taliban so kampflos die Stadt. Muhammad Ismāʿils Einheiten waren geschwächt durch zunehmende Auflösungserscheinungen und andauernde Angriffe durch Dostums Dschunbisch. Zudem erhielt Ismāʿil nur zögerliche Unterstützung seitens der Regierung in Kabul, die seine Autonomiebestrebungen innerhalb der Dschamiat mit Misstrauen sah. Die Niederlage Muhammad Ismāʿils und der Fall Herats war ein Wendepunkt des Konflikts. Da die Taliban nicht länger von zwei Seiten von Kräften der Dschamiat umschlossen waren, konnten sie ihre Einheiten auf die Eroberung Kabuls konzentrieren. Außerdem kontrollierten die Taliban nun die Straße von Pakistan nach Turkmenistan, eine Schlüsselforderung der Regierung Bhutto und der pakistanischen Transportmafia.
Im Herbst 1995 eroberten die Taliban außerdem die Stellungen im Süden Kabuls zurück, aus denen sie Massoud im März vertrieben hatte. Wie zuvor Hekmatyār begannen sie die Wohngebiete der Hauptstadt ungezielt mit Raketen zu beschießen und beendeten damit die kurze Friedensperiode des Sommers in Kabul. Doch auch nach einer zehnmonatigen Belagerung konnten sie die Verteidigungslinien Massouds nicht durchbrechen. Moderate Stimmen innerhalb der Taliban, zumeist unter Paschtunen aus den kürzlich eroberten Gebieten, begannen für Verhandlungen mit der Regierung zu plädieren, während die Kandaharis um Omar die militärische Eroberung des Landes mit allen Mitteln fortsetzen wollten.
Um eine Entwicklung in ihrem Sinne zu erzwingen, ernannte die Kerngruppe der Kandaharis Muhammad Omar zum Amir al-Muʿminin (أمير المؤمنين – Führer der Gläubigen), einem islamischen Titel, der Omar zum Emir von Afghanistan und unangefochtenen Führer des Dschihad machte. Diesen Anspruch unterstrich er am 4. April, als er sich im Umhang des Propheten Mohammed in Kandahar präsentierte. Wenig später rief eine von den Taliban einberufene Versammlung paschtunischer Mullahs und Ulema den Dschihad gegen Rabbānis Regierung aus. Die Erklärung war ein schwerer Schlag für die laufenden Bemühungen der Vereinten Nationen um eine friedliche Beilegung des Konflikts, und der UN-Sonderbeauftragte Mehmoud Mestiri gab in der Folge seinen Posten auf.
Im Mai 1996 schlossen die Rabbāni-Regierung und Hekmatyār unter dem Druck der Ereignisse ein erneutes Bündnis. Hekmatyār nahm wiederum den Posten des Premierministers an. Das Bündnis bewahrte Hekmatyār nach dem Verlust seines Hauptquartiers an die Taliban vor dem Abfall in die Bedeutungslosigkeit, barg jedoch kaum Vorteile für Rabbāni und Massoud. Die Legitimität der Regierung wurde durch die Ernennung Hekmatyārs, den die Menschen in Kabul als Hauptverantwortlichen für die Zerstörung der Hauptstadt ansahen, stark geschwächt. Weiteren Unmut zog die Regierung auf sich, als Hekmatyār als erste Amtshandlung fundamentalistische Dekrete erließ, die in Teilen die spätere Gesetzgebung der Taliban vorwegnahmen. Zudem war Massoud durch das Bündnis gezwungen, seine auf etwa 30.000 Mann geschätzten Truppen zu überdehnen, um die Stellungen von Hekmatyārs geschwächter Hizb-i Islāmi zu decken.
Zu einer weiteren Schwächung der Regierung Rabbānis kam es im Zuge der fortschreitenden Ethnifizierung des Konflikts, die den Aufbau einer multiethnischen Verwaltung und Streitkraft zugunsten von ethnischen Loyalitäten in den Hintergrund rücken ließ. Rabbāni und Massoud waren dadurch zunehmend auf Personen aus ihren Heimatgebieten Pandschschir und Badachschān angewiesen. Diese Entwicklung führte zu wachsenden Spannungen zwischen den verschiedenen Flügeln innerhalb der Dschamiat-i Islāmi und der Schurā-yi Nizār, die eine große Bandbreite nicht-paschtunischer Gruppen repräsentierten.
Im September eröffneten die Taliban schließlich von ihren Stellungen im Süden Kabuls aus mit etwa 10.000 Mann eine schnelle indirekte Offensive auf die Hauptstadt. Sie schwenkten dabei zunächst an Kabul vorbei nach Osten in die Provinz Nangarhār. Am 12. September eroberten sie die Stadt Dschalālābād, nachdem Pakistan die Grenze am Chaiberpass für Talibanunterstützer geöffnet hatte, so dass die Stadt auch von Osten unter Druck geriet. Wenig später übernahmen Einheiten der Taliban auch die Provinzen Kunar und Laghmān. Danach wandten sie sich von dort wieder nach Westen und überrannten die Stellungen von Hekmatyārs Hizb-i Islāmi in Sarobi im Osten der Provinz Kabul, die gleichzeitig den östlichen Perimeter von Massouds Verteidigungsring um Kabul bildeten. Von der Geschwindigkeit des Vordringens der Taliban überrascht, entschied Massoud am 26. September, die Hauptstadt kampflos aufzugeben, und zog sich mit seinen Truppen und schweren Waffen geordnet nach Norden ins Pandschschirtal zurück.

## Regierung der Taliban 1996–2001
Als erste Amtshandlung nach der Einnahme Kabuls folterten die Taliban den ehemaligen Präsidenten Nadschibullāh, der sich noch immer auf dem Gelände der UN-Vertretung aufhielt, zusammen mit seinem Bruder zu Tode und stellten ihre verstümmelten Leichen öffentlich zur Schau. Binnen 24 Stunden implementierten die neuen Machthaber außerdem die strengste Interpretation der Scharia, die die Welt bisher gesehen hatte. Sie verboten Frauen, die zu dem Zeitpunkt im öffentlichen Dienst ein Viertel und im Bildungs- und Gesundheitssektor die Mehrzahl der Beschäftigten stellten, außerhalb ihrer Häuser zu arbeiten, schlossen alle Mädchenschulen, zerstörten Fernsehgeräte und befahlen allen Männern, lange Bärte wachsen zu lassen. Etwa 25.000 Familien, die von Kriegswitwen geführt wurden, drohte der Hungertod.
Alle Führer der Taliban kamen aus den ärmsten, konservativsten und am wenigsten alphabetisierten paschtunischen Provinzen im Süden Afghanistans. Sie sahen die Städte und besonders Kabul mit seiner gebildeten weiblichen Bevölkerung als Sündenpfuhl. Für ihre Rekruten, typischerweise in einer frauenlosen Gesellschaft aufgewachsene Waisen und andere Wurzellose aus den Flüchtlingslagern, war die Kontrolle über Frauen und deren Ausschluss aus dem öffentlichen Leben Symbol ihrer Männlichkeit und ihrer Hingabe an den Dschihad. Die Unterdrückung der Frauen wurde so zum Maßstab für den islamischen Radikalismus der Taliban und spielte eine entscheidende Rolle bei ihrer Mobilisierungsstrategie.

### Struktur des Staates
Die Taliban waren keine Partei im klassischen Sinne, da sie keine klare Struktur besaßen und nach ihrer Machtübernahme praktisch vom Staat ununterscheidbar wurden. Ihr unumstrittener Führer seit den Anfängen der Organisation war Muhammad Omar, der Führung der Exekutive, Legislative und Judikative des von den Taliban geführten Staates auf sich vereinte. Das wichtigste Entscheidungsorgan der Taliban war die in Kandahar ansässige Oberste Schura, die von engen Kampfgefährten Omars dominiert wurde, die meisten von ihnen Durrani-Paschtunen aus der Region Kandahar. Auch nach der Eroberung von nicht-paschtunisch geprägten Gebieten wurde die Schura kaum um nicht-paschtunische Mitglieder erweitert. Der Einfluss von Ghilzai-Paschtunen blieb ebenfalls begrenzt, so dass die Führungsebene der Taliban völlig unrepräsentativ wurde. Nach der Eroberung Kabuls im Herbst 1996 nahm der Einfluss der Kandahar-Schurā ab, und alle Macht konzentrierte sich auf Muhammad Omar. Diese Entwicklung wurde im Oktober 1997 formalisiert, als die Taliban den Islamischen Staat in Islamisches Emirat umbenannten und damit Omar als Emir Afghanistans auch formal Staatsoberhaupt wurde.
Zwei später gegründete Schuras, die Militärische Schura und die Kabuler Schura waren der Obersten Schura untergeordnet. Die Schura in Kabul wurde von Muhammad Rabbāni geleitet und entwickelte sich zur De-facto-Regierung Afghanistans. Sie verfügte jedoch kaum über effektive Regierungsgewalt, da auch geringfügige Entscheidungen in Kandahar bestätigt werden mussten. Entscheidungen Muhammad Rabbānis, der als verhältnismäßig moderat galt, wurden regelmäßig von Muhammad Omar widerrufen. Auch die Militärische Schura implementierte lediglich taktische Vorgaben, alle strategischen Entscheidungen wurden direkt von Omar getroffen.
Die Verwaltung des Staates kam fast vollständig zum Erliegen: Die Taliban säuberten die Regierungsbürokratie von höheren nicht-paschtunischen Beamten und ersetzten sie durch Paschtunen, die oftmals über keinerlei Qualifikation verfügten und meist nicht einmal Persisch, die Lingua Franca des Landes, sprachen. In der Folge stellten Ministerien und Behörden ihre Funktion weitgehend ein, die einzigen funktionierenden Organe im Staat der Taliban waren die Religionspolizei und das Militär. Zudem wurden die neuen Machthaber durch den Mangel an ethnischer, tribaler und regionaler Repräsentativität ihrer Vertreter in den meisten Gebieten als Besatzungsmacht empfunden. Die Situation wurde verschlimmert durch die Politik Omars, alle Funktionäre ständig zu rotieren und Minister, die zu viel Kompetenz gewonnen hatten oder zu mächtig geworden waren, als Kommandeure an die Front zu schicken.

### Militärische Entwicklung nach 1996

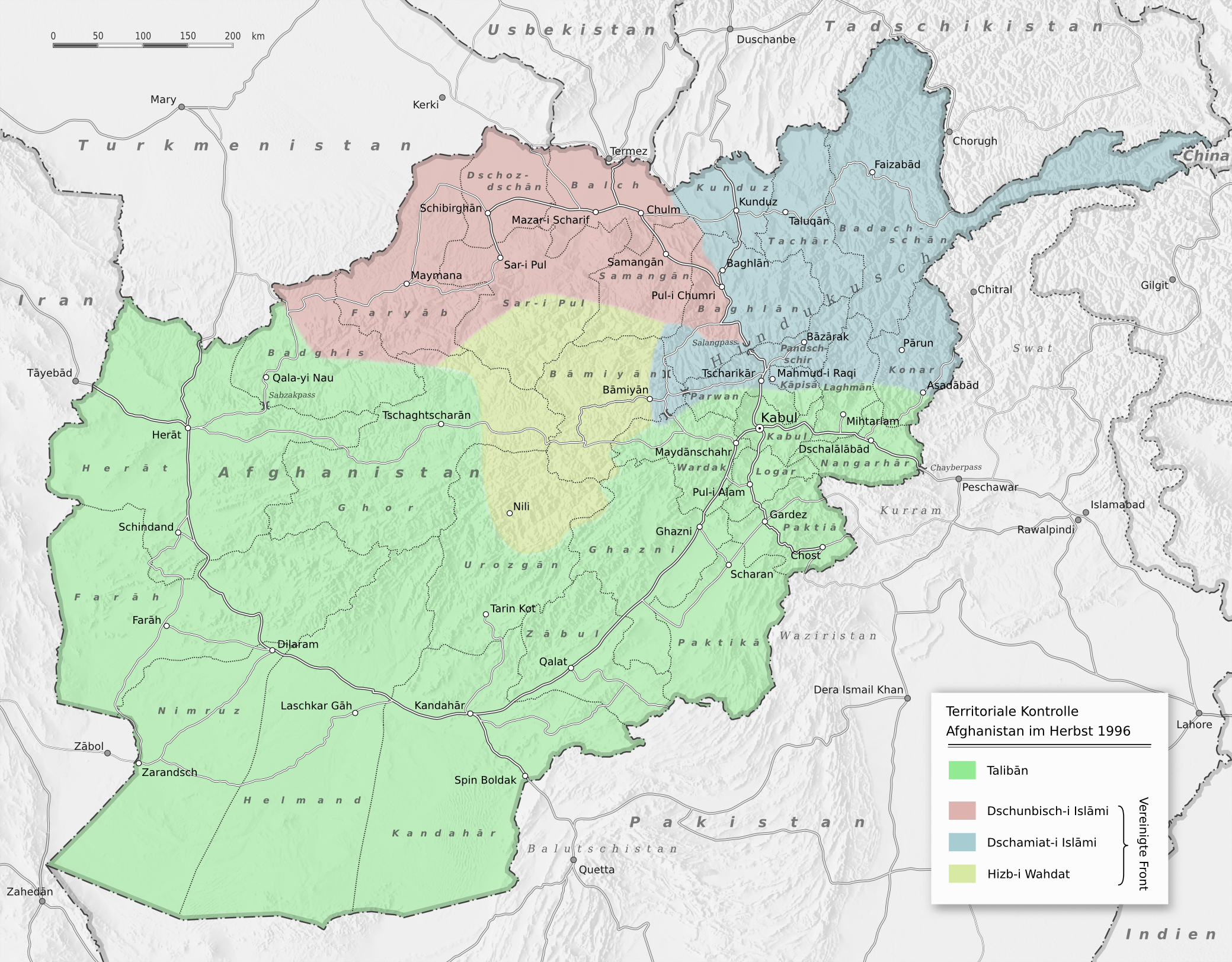
Territoriale Kontrolle Afghanistans im Herbst 1996 nach dem Fall Kabuls: Massoud (blau), Taliban (grün), Dostum (rosa), Hezb-i Wahdat (gelb)

Nach dem Fall Kabuls kontrollierten die Taliban etwa 65 % des afghanischen Territoriums. Drei Kräftezentren verblieben außerhalb ihres Herrschaftsbereichs. Der Nordosten Afghanistans war besetzt von Massouds aus Kabul zurückgezogenen Truppen. Das Hazāradschāt wurde weiterhin von der Hizb-i Wahdat kontrolliert, die nach dem Tod Mazaris von Muhammad Karim Chalili geführt wurde. Die dritte Region war der von Dostums Dschunbisch beherrschte Norden mit Mazar-i Scharif als Zentrum.
Während der anhaltenden Kämpfe zwischen den Taliban und Massoud war lange unklar, welche Position Dostum und seine Dschunbisch-i Milli beziehen würde. Angesichts des absoluten Machtanspruches der Taliban und ihres scheinbar unaufhaltsamen Vormarsches entschied er sich jedoch für eine Allianz mit Massoud und Chalili, mit denen er sich am 10. Oktober 1996 zum Obersten Rat zur Verteidigung des Vaterlandes verbündete. Der Zusammenschluss wurde im Juni 1997 zur Vereinigten Front (persisch جبهه متحد, Dschabha-yi Muttahid), in den Medien auch bekannt als Nordallianz, erweitert, die neben Dschamiat, Wahdat und Dschunbisch auch Sayyafs Ittihād-i Islāmi und Mohsenis Harakat-i Islāmi umfasste. Rabbāni wurde zum politischen, Massoud zum militärischen Führer der Allianz ernannt.
Im Februar 1997 rückten die Taliban sowohl von Herat als auch von Kabul durch den Salangtunnel nach Norden vor. Im Mai meuterte Dostums stellvertretender Kommandeur Dschamil Malik und übernahm mit Hilfe der von Westen einrückenden Einheiten der Taliban Mazar-i Scharif. Dostum floh daraufhin in die Türkei. Der Einmarsch der Taliban, die sofort begannen, in der persisch- und usbekischsprachigen, säkular regierten Stadt auf Paschtunisch islamistische Dekrete zu verkünden, provozierte einen Aufstand der Bevölkerung. Die lokalen Einheiten der Hizb-i Wahdat schlossen sich der Erhebung an, die das Bündnis zwischen Malik und den Taliban auseinanderbrechen ließ. Auch die usbekischen Truppen der Dschunbisch eröffneten das Feuer auf ihre kurzzeitigen Verbündeten. Hunderte Taliban kamen bei ihren Rückzugsversuchen nach Westen um, bis zu 4000 wurden in Gefangenschaft bei Massakern getötet. Massoud schloss von Süden den Salangtunnel, so dass auch die von Kabul vorgerückten Einheiten der Taliban in der Region um Pol-e Chomri eingeschlossen wurden. Dostum kehrte im September aus dem Exil zurück und stellte seine Kontrolle über die Dschunbisch wieder her, ohne aber seine alte Machtposition wiedererlangen zu können.
Diese bisher schwerste Niederlage der Taliban war militärisch folgenreich, da die absoluten Truppenstärken aller afghanischen Fraktionen verhältnismäßig gering waren – die gesamten Talibantruppen vor der Niederlage in Norden werden auf etwa 25.000 geschätzt. Von da an war die Organisation noch mehr auf pakistanische Rekruten und internationale Dschihadisten angewiesen, die von vielen Afghanen als ausländische Besatzer wahrgenommen wurden. Andererseits ermöglichte es ihnen ihre internationale Rekrutierungsbasis, sich zu regruppieren und trotz der hohen Verluste den Kampf fortzuführen.

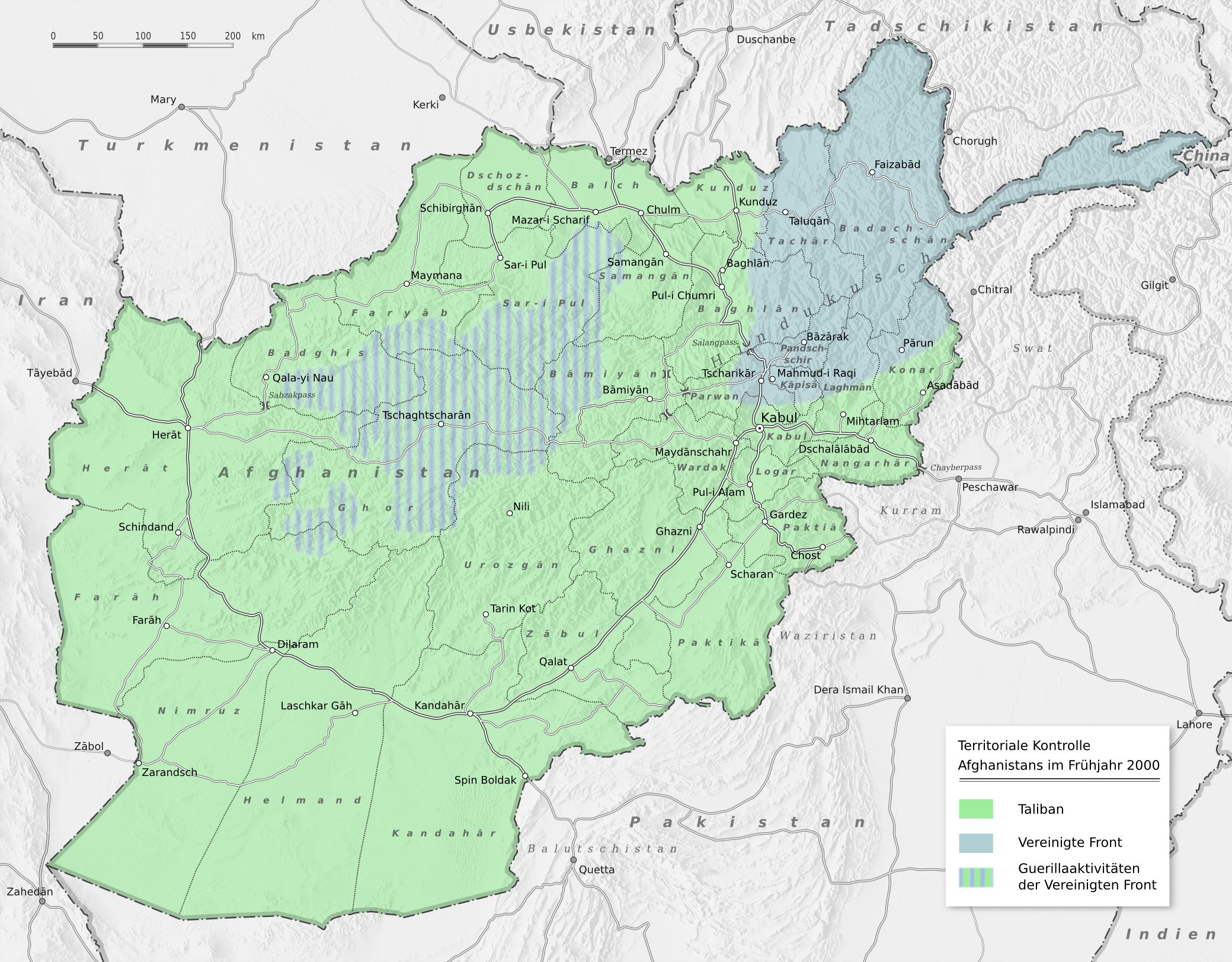
1998–2001 beherrschten die Taliban etwa 90 % des Landes.

Zu Beginn des Jahres 1998 erhöhten die Taliban durch eine Hungerblockade den Druck auf die Hazara Zentralafghanistans. Es war das erste Mal in 20 Jahren Krieg, dass eine Partei Nahrungsmittel als Waffe einsetzte. Im Sommer wagten Einheiten der Taliban erneut von Herat aus Vorstöße auf die von Dostum kontrollierten Gebiete im Norden und eroberten Anfang August Dostums nach Schibirghān verlegtes Hauptquartier. Eine Woche danach fiel Mazar-i Scharif, einen Monat später Bamiyan, die Hauptstadt des Hazāradschāts. Nach der Einnahme beider Städte kam es zu systematischen Massakern an der Hazara-Zivilbevölkerung. Das Rote Kreuz und die Vereinten Nationen schätzen die Zahl der von Taliban ermordeten Zivilisten allein in Mazar-i Scharif auf über 5000.
Die Massaker an den schiitischen Hazara und die Ermordung mehrerer iranischer Diplomaten durch Angehörige der Taliban in Mazar-i Scharif führten zu einer diplomatischen Krise mit der iranischen Regierung, die 250.000 Mann der regulären Armee und der Revolutionsgarden an der afghanischen Grenze Stellung beziehen ließ. Trotz einzelner Grenzgefechte kam es zu keiner iranischen Invasion, allerdings stockte der Iran seine Hilfslieferungen an Massoud weiter auf.
Massoud war der einzige Gegner, den die Taliban nicht ausschalten konnten. Die militärischen Auseinandersetzungen zwischen seinen Einheiten und den Taliban verlagerten sich nach dem Fall der Hauptstadt in die nördlichen Gebiete der Provinz Kabul, die Schomāli-Ebene. Die zur Schomāli-Ebene gehörenden Bezirke Kalakān, Mir Batscha Kot, Qarabāgh und Farza waren von 1996 bis 2001 beinahe ununterbrochen Schauplatz schwerer Kämpfe. Die Taliban wandten eine Taktik der verbrannten Erde an, die sich besonders gegen ethnische Tadschiken richtete. Umgekehrt verübten Truppen Massouds Übergriffe an ethnischen Paschtunen, die sie als Talibansympathisanten verdächtigten. Viele Einwohner flohen, entweder nach Norden in das Pandschschir-Tal oder nach Süden in die Slums von Kabul. Allein während der schweren Kämpfe im August 1998 flohen nach Schätzungen der Vereinten Nationen innerhalb von vier Tagen mehr als 20.000 Menschen aus dem Gebiet. Im Juli 1999 kam es im Rahmen der Sommeroffensive der Taliban zu Massenhinrichtungen und systematischen Misshandlungen von Frauen. Nach der Offensive waren die Ebenen praktisch entvölkert und die Infrastruktur vollständig zerstört. Trotz ihrer brutalen Taktik konnten die Taliban die Ebene nicht sichern, die Front lag noch im September 2001 nahe dem Flugplatz Bagram.

### Wirtschaftliche Entwicklung nach 1996
Aufgrund der Flucht der städtischen Intellektuellenschicht Afghanistans brach die zivile Verwaltung unter den Taliban weitgehend zusammen. Die islamischen Rechtsgelehrten unter den Taliban, die nun als Richter und Gouverneure eingesetzt wurden, waren wohl durchaus bemüht, Ordnung und Gerechtigkeit walten zu lassen, doch ihre Anweisungen ergingen in der Regel mündlich oder in Form von Notizen auf den Unterlagen, die ihnen vorgelegt wurden. Eine eigene Bürokratie besaß die neue Regierung auch ein Jahr nach der Machtübernahme nicht.
In den Jahren 1999 und 2000 kam es zur schlimmsten Dürre in Afghanistan seit Menschengedenken, sodass Ernten praktisch ausfielen. Auch für 2001 wurde Mitte des Jahres nur ein Ertrag von etwa 40 Prozent der normalen Erträge prognostiziert. Verschärft wurde diese Situation durch die Strategie der Taliban, Brunnen und Bewässerungskanäle zu zerstören, um so die Feinde im eigenen Land zu schwächen. Die Hungersnot hatte erhebliche Auswirkungen auf die Bevölkerung, darunter eine erhöhte Kindersterblichkeit (ca. 25 % vor dem fünften Lebensjahr) und eine erhöhte Fluchtbereitschaft. Von Sommer 2000 bis Sommer 2001 mobilisierten sich 700 000 Menschen, zusätzlich zu bereits 3 Millionen Flüchtlingen inner- und außerhalb Afghanistans. Pakistan, welches 2,5 Millionen Flüchtlinge aufnahm, zeigte sich zunehmend feindlich gegenüber den Hilfesuchenden. Die Zustände im Flüchtlingslager Jalozai wurden etwa als unhaltbar beschrieben.
In den frühen 1990er Jahren hatten Rückkehrer aus dem Exil, darunter gerade auch "amerikanische" Afghanen, mit einem lukrativen Opiumanbau begonnen. Die Taliban vertraten 1997 die Auffassung, dass die Rauschgiftproduktion zwischenzeitlich geduldet werden könnte, solange der Anbau ausschließlich für den Export gedacht sei, zumindest solange bis die internationale Gemeinschaft den Bauern eine wirtschaftliche Alternative gemacht habe. Entsprechende Angebote blieben aus, und bis 2000 war Afghanistan der größte Opium-Produzent der Welt. Erst 2001 zwangen die Taliban aus religiösen wie ernährungspolitischen Gründen die Bauern zum Umstieg auf Weizenanbau. Diese Entscheidung kam zu spät, um wesentliche Auswirkungen auf das internationale Drogengeschäft der Taliban zu haben, zumal Reserven angelegt worden waren. Die letzten Prognosen von Sommer 2001 waren aber ein Einbruch des Taliban-Geschäfts mit Opium in den kommenden Jahren.

### Internationale Rezeption

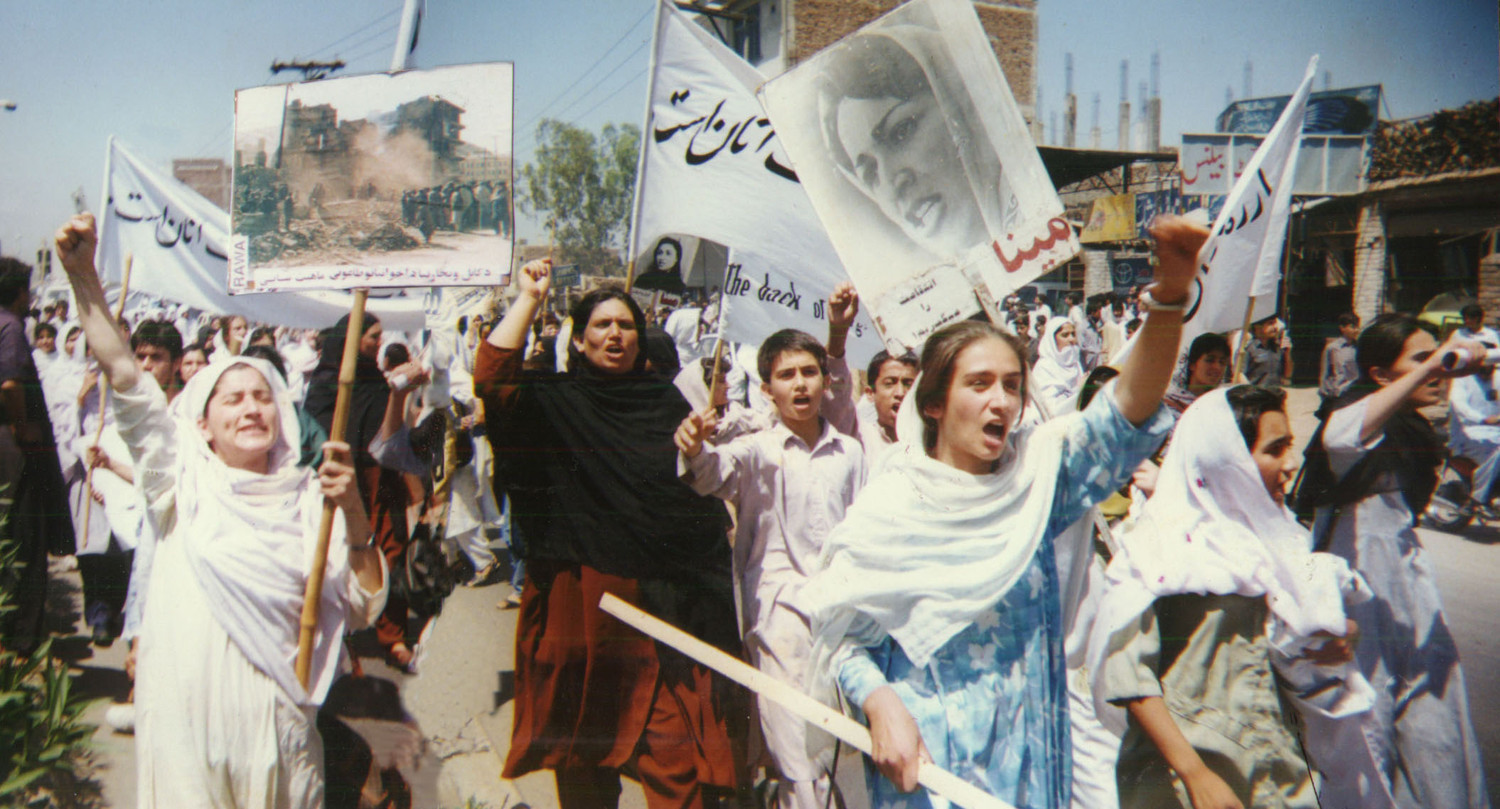
Frauendemonstration gegen die Taliban in Peschawar im Jahr 1998

Nachdem der Aufstieg der Taliban bislang außerhalb der Region kaum Beachtung gefunden hatte, wurde nach der Übernahme Kabuls deren Geschlechterpolitik und die Ermordung Nadschibullāhs international  scharf verurteilt. Anders als bei der Eroberung Herats und anderer Städte fand der Fall Kabuls durch die Präsenz internationaler Medien in der Stadt vor den Augen einer entsetzten Weltöffentlichkeit statt.
Die Vereinten Nationen weigerten sich, Afghanistans UN-Sitz an die neue Talibanregierung zu übergeben; stattdessen agierte die faktisch entmachtete Rabbāni-Regierung weiter als Vertreter des Landes. Die UN-Hilfsorganisationen wurden im Sommer 1997 als Reaktion auf immer weiter verschärfte Restriktionen vorläufig abgezogen. Auch zwischenstaatlich erkannte mit Ausnahme der Talibanunterstützer Pakistan, Saudi-Arabien und den Vereinigten Arabischen Emiraten kein Staat das von den Taliban ausgerufene Islamische Emirat Afghanistan an. Unter den islamischen Staaten übte Iran die schärfste Kritik an der Geschlechterpolitik der Taliban, während sich die meisten übrigen Länder nicht äußerten.
Die Position der USA war anfangs ambivalent. Die Clinton-Regierung verfügte seit dem Zusammenbruch des kommunistischen Regimes über keine kohärente Afghanistanstrategie, sondern versuchte eine Positionierung in dem Konflikt weitgehend zu vermeiden. Seither beschränkte sich die amerikanische Afghanistanpolitik auf regelmäßige Appelle an alle Beteiligten, eine parteiübergreifende Regierung zu bilden. Nach der Eroberung Kabuls durch die Taliban hielten sich die Vereinigten Staaten mit einer eindeutigen Verurteilung zurück. Stattdessen gab es innerhalb der Regierung sympathisierende Stimmen, die die Taliban als antiiranisch und prowestlich ausgerichtete Bewegungsorganisation ansahen, die als potentielle Ordnungsmacht zur Stabilisierung des Landes und der Eindämmung des Opiumanbaus beitragen könnte. Eine weitere Rolle spielten außerdem die Pläne des aus der amerikanischen Unocal und saudischen Delta Oil gebildeten CentGas-Konsortium, eine Gaspipeline durch Afghanistan von Zentralasien nach Pakistan zu bauen. Eine solche Pipeline war Teil der amerikanischen Strategie zur Isolierung Irans, deren Realisierung aber eine Stabilisierung der Lage in Afghanistan voraussetzte.

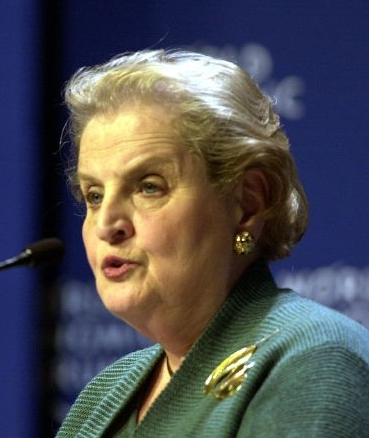
Madeleine Albright leitet eine neue Politik gegenüber den Taliban ein.

Diese Äußerungen führten insbesondere seitens der iranischen Regierung zu Anschuldigungen, die Talibanorganisation sei durch die amerikanische CIA aufgebaut und aufgerüstet worden. Tatsächlich gewährte die Clinton-Regierung den Taliban keinerlei finanzielle oder militärische Hilfen, sie ließ allerdings den US-Verbündeten Pakistan und Saudi-Arabien bei deren massiver Unterstützung der Organisation anfangs freie Hand. Gleichzeitig weigerten sich die USA, der pakistanischen Forderung nach einer Aufnahme diplomatischer Beziehungen mit der Talibanregierung nachzukommen.
Von 1997 an wandelte sich die amerikanische Einstellung gegenüber den Taliban grundlegend. Die anfänglich konfuse Politik, die letztlich die Unterstützer der Taliban stillschweigend gewähren ließ, wurde von einer dezidiert gegen die Taliban gerichteten Linie abgelöst. Diese Kehrtwende in der amerikanischen Afghanistanpolitik begann mit der Ernennung Madeleine Albrights zur Außenministerin und war anfangs vor allem durch die Kampagnen afghanischer und amerikanischer Frauenrechtsgruppen getrieben. Im Jahr 1998 führte die andauernde Weigerung der Taliban, mit politischen Gegnern Kompromisse zu schließen, die mangelnde Eindämmung des Opiumanbaus sowie die Unterstützung Bin Ladens zu einer weiteren Verschärfung der amerikanischen Politik gegenüber der Organisation und deren Unterstützern in Pakistan. Die Vergeltungsschläge gegen Trainingseinrichtungen der al-Qaida in Chost nach den Anschlägen gegen US-Botschaften in Afrika im August 1998 markierten schließlich den vorläufigen Tiefpunkt des Verhältnisses zwischen den Taliban und den Vereinigten Staaten. Auch Unocal gab im Dezember 1998 seine Pipelinepläne auf amerikanischen Druck hin auf und zog sich aus dem CentGas-Konsortium zurück.

### Bin Laden und die Radikalisierung der Taliban

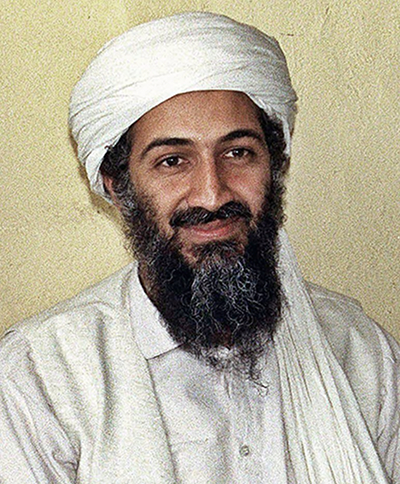
Unter dem Einfluss Osama bin Ladens radikalisierten sich die Taliban.

Nach der Eroberung Kabuls strömten erstmals seit den 1980er Jahren wieder Tausende ausländische Kämpfer, vor allem aus arabischen Staaten, nach Afghanistan. Im Mai 1996 wurde Osama bin Laden auf Druck der Vereinigten Staaten aus dem Sudan ausgewiesen und kehrte nach mehrjähriger Abwesenheit nach Afghanistan zurück. Die Taliban stellten Bin Laden Trainingslager zur Verfügung, in denen islamistische Kämpfer aus aller Welt ausgebildet wurden. Die als „arabischen Afghanen“ bezeichneten Kämpfer unterstützten die Offensiven der Taliban und waren in hohem Maße an den Massakern gegen die Hazara beteiligt.
Unter dem Einfluss von bin Laden und seiner wahhabitisch geprägten al-Qaida begannen sich die Taliban weiter zu radikalisieren. Nach den Anschlägen in Afrika im August 1998 befassten sich die Dekrete und Reden Muhammad Omars statt mit der Situation in Afghanistan zunehmend mit der Unterstützung des globalen Dschihad. Suchte er zuvor noch die Anerkennung der westlichen Staaten, schwenkte er nun auf die radikal antiwestliche Linie der al-Qaida um. Als Omar im Herbst 1998 die saudische Regierung beleidigte, stellte auch Saudi-Arabien seine Unterstützung der Taliban ein, und Pakistan verblieb als einziger Verbündeter der Organisation.
Zwei im Oktober 1999 und Dezember 2000 vom UN-Sicherheitsrat beschlossene Sanktionskataloge gegen die Taliban zeugten von der fortgeschrittenen Isolierung des Talibanregimes. Im Jahr 2001 führten die Taliban immer radikalere gegen Nicht-Moslems gerichtete Maßnahmen durch. Am 10. März zerstörten sie trotz enormer Proteste auch in der islamischen Welt durch Sprengladungen und Artilleriebeschuss die Buddha-Statuen von Bamiyan. Einen Monat später erließ Omar ein Dekret, das Sikhs und Hindus zwang, gelbe Erkennungsmarken zu tragen, um sie in der Öffentlichkeit als Nicht-Moslems identifizieren zu können, und im Sommer ließ er Mitarbeiter christlicher Hilfsorganisationen festnehmen. Zur gleichen Zeit begann die pakistanische Unterstützung der Taliban auf ihr Ursprungsland zurückzuschlagen, wo seit 1998 Neotaliban-Parteien in Belutschistan und der Nordwestlichen Grenzprovinz an Einfluss gewannen und nach afghanischem Vorbild islamistische Dekrete erließen.
Doch trotz ihrer Radikalisierung und der rhetorischen Unterstützung für die Ziele der al-Qaida standen die Taliban bin Ladens globalem Dschihad distanziert gegenüber. Als ethnozentrisch geprägte Partei blieben ihre eigenen Aktivitäten immer auf den nationalen Rahmen beschränkt. Insgesamt schlossen sich nur wenige Afghanen internationalen Dschihad-Netzwerken wie al-Qaida an, und auch deren bevorzugte Taktiken wie Anschläge auf die Zivilbevölkerung und Selbstmordattentate blieben Afghanistan fremd.

### Vorabend der westlichen Intervention
Die Präsenz von Osama bin Laden und der von ihm geführten al-Qaida in Afghanistan wurde ab 1998 zur Hauptkonfliktquelle mit der internationalen Gemeinschaft und zur Bürde für die Talibanregierung. Unter Berufung auf die vom Paschtunwali gebotene Gastfreundschaft weigerte sich Muhammed Omar kategorisch, der von den USA, Saudi-Arabien und den Vereinten Nationen immer nachdrücklicher erhobenen Forderung nach bin Ladens Auslieferung nachzukommen.
Die Konsequenzen der Entscheidung, ausländische Dschihadisten unter ihren Schutz zu stellen, wurden von den Taliban bis zur US-geführten Intervention im Oktober 2001 völlig unterschätzt. Obwohl die Politik der Taliban international scharf verurteilt wurde, war kein westliches Land willens, sich über Appelle und Sanktionen hinaus in Afghanistan zu engagieren. Doch als von Afghanistan aus ein globaler Dschihad gegen die einzig verbliebene Supermacht geführt wurde, rückte das Land wieder in den Fokus der Weltpolitik. Zum Sturz der Taliban führten so schließlich Ereignisse, die die Organisation selbst nicht in der Hand hatte.
Am 9. September 2001 ermordeten als Journalisten auftretende Agenten der al-Qaida Ahmad Schāh Massoud, den Befehlshaber der verbliebenen militärischen Opposition gegen die Taliban. Zwei Tage später führten Al-Qaida-Angehörige Selbstmordanschläge mit fast 3000 Toten auf dem amerikanischen Festland aus. Die USA und ihre Verbündeten reagierten mit einer gegen die al-Qaida und die Taliban gerichteten militärischen Intervention in Afghanistan. Unter enormem amerikanischen Druck stehend, kündigte auch Pakistan den Taliban die Unterstützung auf.
Am 7. Oktober begannen massive US-Luftschläge auf die Stellungen der Taliban, während die Einheiten der Vereinigten Front am Boden vorrückten. Innerhalb von zehn Wochen nach Beginn der Intervention brachen alle Positionen der Organisation zusammen. Weit entfernt davon, den Aufrufen der Taliban zu einem neuen Aufstand gegen die Invasoren zu folgen, erhofften sich die meisten Afghanen von den ausländischen Truppen Schutz vor ihren eigenen diskreditierten Machthabern und vor einem erneuten Abgleiten in den Bürgerkrieg.